# Associação Atlética Ponte Preta
A Associação Atlética Ponte Preta é uma agremiação esportiva brasileira da cidade de Campinas, interior do estado de São Paulo. Foi fundada em 11 de agosto de 1900 por um grupo de estudantes e suas cores são o preto e o branco, sendo o mais antigo clube a se dedicar à prática do futebol na América do Sul a adotar essa combinação de cores.
Atualmente é o clube em atividade mais antigo do estado de São Paulo, e o segundo clube mais antigo do país. É também um dos clubes pioneiros na luta contra o racismo no futebol nacional, sendo o primeiro a contar com um jogador negro em seu elenco, o que então destoava do elitismo do esporte em seus primórdios no Brasil.
Conhecido popularmente como "Macaca", o time atua em seu próprio estádio, o Moisés Lucarelli, com capacidade para 17.728 espectadores. Seu maior rival é o Guarani, com quem faz o Dérbi Campineiro, uma das maiores rivalidades do futebol paulista e brasileiro.
Em sua história, conquistou 10 títulos campineiros (1912, 1931, 1935, 1936, 1937, 1940, 1944, 1947, 1948, 1951), 5 títulos do Campeonato do Interior (1951, 2009, 2013, 2015, 2018), 1 Taça dos Invictos (1970), além de 4 títulos da Série A2 do Campeonato Paulista (1927, 1933, 1969, 2023). Outras campanhas de destaque incluem 7 vice-campeonatos do Campeonato Paulista (1929, 1970, 1977, 1979, 1981, 2008, 2017), terceiro lugar no Campeonato Brasileiro (1981), terceiro lugar na Copa do Brasil (2001), vice-campeã da Copa Sul-Americana (2013) e 2 vices no Campeonato Brasileiro Série B (1997 e 2014). É ainda o clube do interior paulista que mais cedeu jogadores para a Seleção Brasileira em edições da Copa do Mundo. Revelou grandes craques como, Dicá, Oscar, Carlos, Polozzi, Juninho, Manfrini, Sabará, Ciasca, Nenê Santana, Chicão, Nelsinho Baptista, Moacir, Waldir Peres, Fábio Luciano, André Cruz, Brigatti, Alexandre Negri, Luís Fabiano, Roger, Adrianinho, Aranha, Ivan, entre outros.
Na "era dos pontos corridos" do Campeonato Brasileiro, fórmula de disputa que entrou em vigor a partir de 2003, a Ponte é o clube do interior com melhores resultados: participante em 9 temporadas, maior pontuação nas 9 edições acumuladas (432 pontos), mais vitórias (114 no total) e o time interiorano que mais liderou a competição (9 rodadas). No Ranking da CBF a "macaca" ocupa a 24ª posição com 5.994 pontos, sendo o sexto clube paulista melhor colocado no Ranking Nacional de Clubes. De acordo cm a empresa BDO, que avalia anualmente a marca dos clubes brasileiros, a Ponte possui a 20ª marca mais valiosa do país, avaliada em 50,4 milhões de reais.

## História

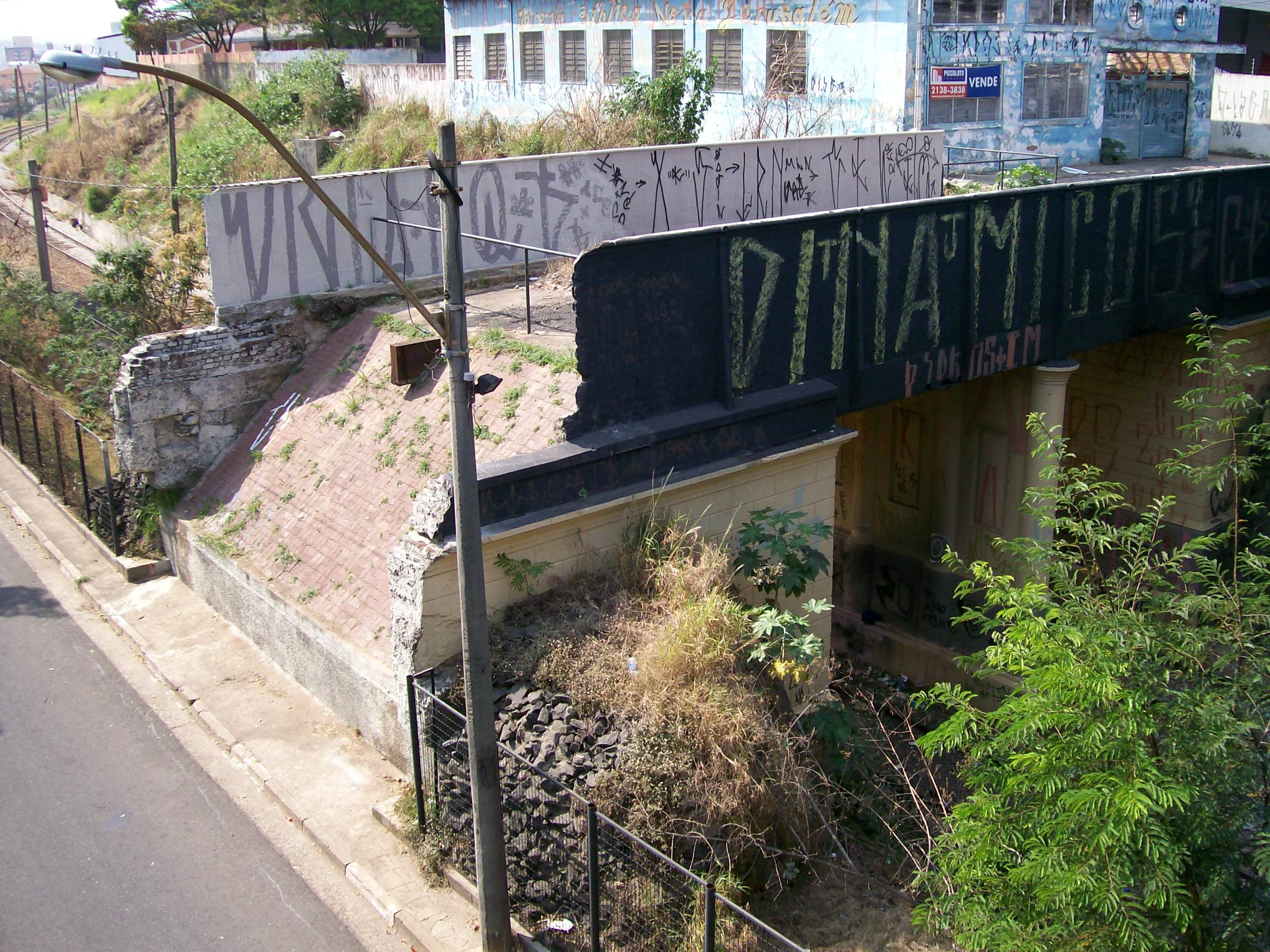
A Ponte que deu origem ao nome do bairro e ao time hoje se encontra pichada.

O surgimento da Ponte Preta está diretamente ligado ao crescimento e desenvolvimento da cidade de Campinas. Por volta de 1860, o bairro que hoje abriga a sede da Ponte Preta era conhecido como Bairro Alto, que se estendia desde o Largo do Tanquinho (hoje Largo do Pará).
Em 1870, deu-se início à construção da Ferrovia Paulista, indo de Jundiaí a Campinas. A instalação dos trilhos requisitava a construção de uma ponte. A ponte era de madeira, e para melhor conservação, tratada com piche. Assim, enegrecida, surgiu a Ponte Preta (Tombada pelo Conselho de Defesa do Patrimônio Histórico de Campinas através da resolução n.34 de 26 de abril de 2001 transformando-se também num "bem de interesse arquitetônico, histórico e urbanístico" da cidade). A partir daí, a região em torno da ponte virou o Bairro da Ponte Preta, em 1872.
A Associação Atlética Ponte Preta (fundada como "Associação Athletica Ponte Preta" devido a forma de escrita da época) surgiu em 1900, graças a vários alunos do Colégio Culto à Ciência, que praticavam futebol no bairro da Ponte Preta, sendo portanto o time em atividade mais antigo do estado de São Paulo e o segundo clube mais antigo do Brasil.

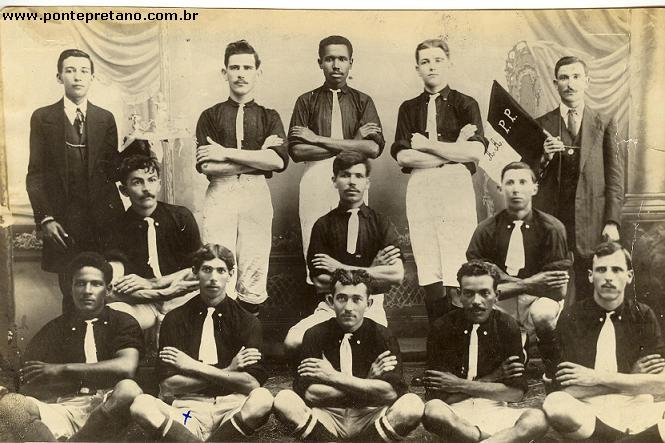
Os primeiros times da Ponte Preta congregava jogadores que residiam no Bairro da Ponte Preta, região marcada pela presença de operários, ferroviários, mascates e imigrantes.

Os fundadores do clube naquele 11 de agosto do ano de 1900 eram: Miguel do Carmo, Luiz Garibaldi Burghi, Antonio Oliveira (o Tonico Campeão), Alberto Aranha, Dante Pera, Zico Vieira e Pedro Vieira da Silva (1º presidente da história do clube).
No ano de 1910, existiam em Campinas os seguintes clubes de futebol: Gymnasio A.C., A.A. Ponte Preta, Americano F.C., Mogyana A.A., London F.C., A.A. Campineira, S.C. Operário e A.S. Palmeiras. Ao final da década, o único clube a continuar sua trajetória no mundo futebolístico foi a Ponte Preta.
Em 1912, a Ponte juntamente com mais seis clubes decidiram criar a Liga Operária de Foot-Ball Campineira, promovendo então o “2º Campeonato Campineiro de Futebol”, que teve como campeã a Associação Athletica Ponte Preta, vencendo o Guarany Futebol Clube na primeira grande decisão do Dérbi Campineiro, um dos clássicos mais conhecidos do país. Em 28 de fevereiro de 1935, em reunião na residência do até então presidente da Ponte Dr. Francisco Ursaia, surgiu a definitiva Liga Campineira de Futebol.
| “ | A Ponte para mim não é apenas um time de futebol. É o clube que eu amo e que levarei no coração para sempre. | ” |
|   | — Adrianinho, meia.                                                                                          |   |

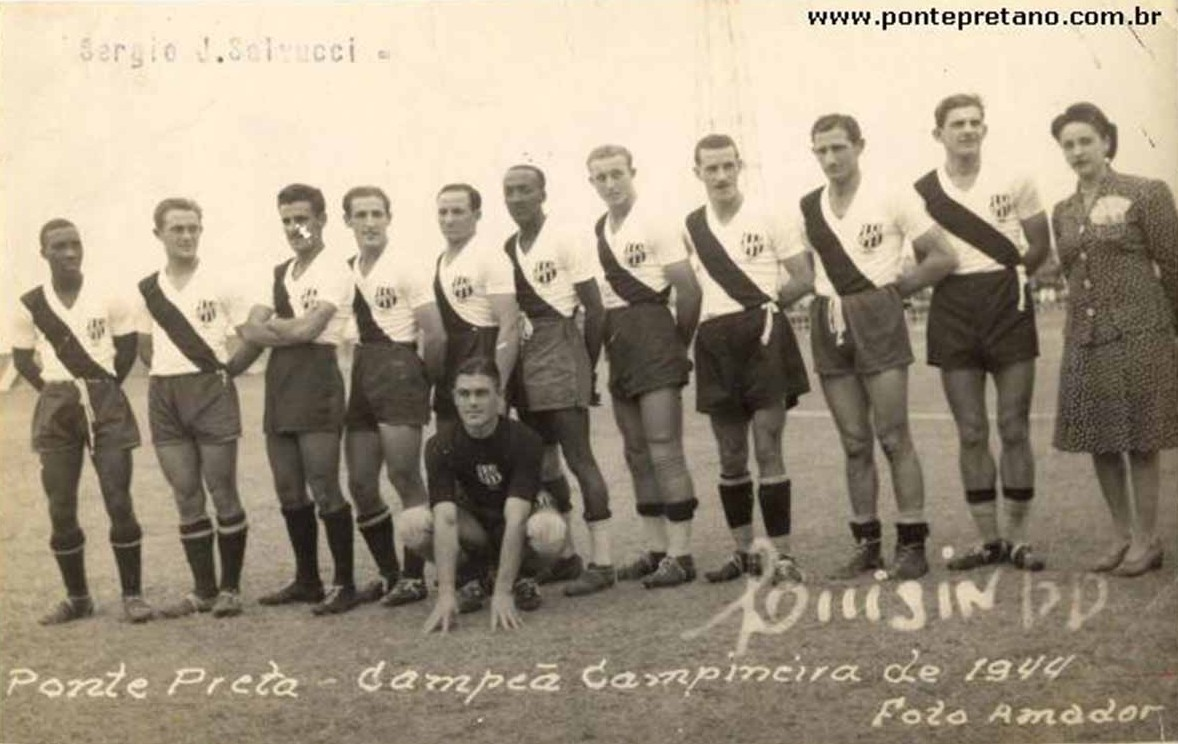
Campeã Campineira de 1944.

Outro nome de grande importância para o time além dos fundadores, foi Moysés Lucarelli. Nascido em Limeira, dia 4 de Fevereiro de 1900 foi o grande líder e idealizador da construção do estádio que mais tarde recebeu seu próprio nome como homenagem. Desde a arrecadação de fundos para a compra do terreno até a famosa "Campanha dos Tijolos", que arrecadou 250 mil tijolos em apenas dois meses no ano de 1946, Moysés (ou Moisés) sempre foi um exemplo para os sócios e torcedores na época.
Ele também foi com Roberto Gomes Pedroza e Gerolamo Ometo, entre poucos outros, o criador da Lei de Acesso no futebol paulista, em 1947, medida pioneira no futebol brasileiro e que foi implantada a partir de 1948.
Tradicional equipe do interior paulista, a Ponte teve suas conquistas regionais nas décadas de 30, 40 e 50, como seus 10 títulos campineiros e outros torneios. Mas foi a partir dos anos 70 que viveu seus melhores momentos, quando foi vice-campeã paulista em três oportunidades (1970, 1977 e 1979). Em 1981 o clube viveu o maior ano de sua história: foi campeã do primeiro turno paulista em cima de seu maior rival Guarani, chegou mais uma vez a final do Campeonato Paulista e alcançou as semifinais do Campeonato Brasileiro, encerrando sua participação em 3º lugar. Também neste ano foi Campeã da Copa São Paulo de Futebol Júnior vencendo o São Paulo na final. Na década de 2000, a equipe teve um bom desempenho na Copa do Brasil de 2001, chegando às semifinais, e voltou a uma final do Campeonato Paulista (em 2008). O clube ainda conquistou 5 vezes o Campeonato Paulista do Interior (1951, 2009, 2013, 2015 e 2018).. Em 2013, a Macaca tornou-se o primeiro time do interior de São Paulo a ser finalista de uma competição oficial organizada pela Conmebol, sendo vice-campeã da Copa Sul-Americana.
| “ | A Ponte Preta vem a ser o quê, digam? É a ponte, a ponte do trem, que liga o Brasil ao mundo inteiro onde o céu é de cor bem anil. Essa ponte leva de Campinas ao mar, ao mundo, A Ponte Preta é nacional e internacional (...) | ” |
|   | — Os Brasilíadas (ed. Botequim de Idéias, 2001), escrita aos “500 anos de Brasil, 2.000 anos de Cristo, 100 anos a A.A. Ponte Preta“ .                                                                                          |   |

### Ata de Fundação

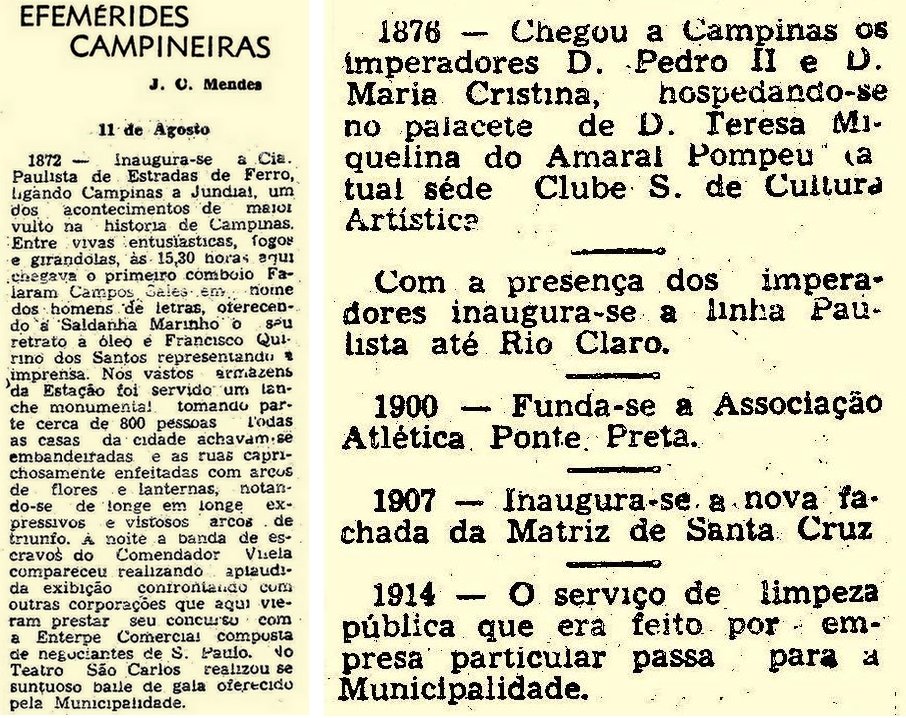
Data de início da Companhia Paulista em 1872 e fundação da Ponte Preta em 1900. Essa data de 11 de agosto foi adotada pelos fundadores do clube, justamente para homenagear a inauguração da Companhia Paulista de Estradas de Ferro.

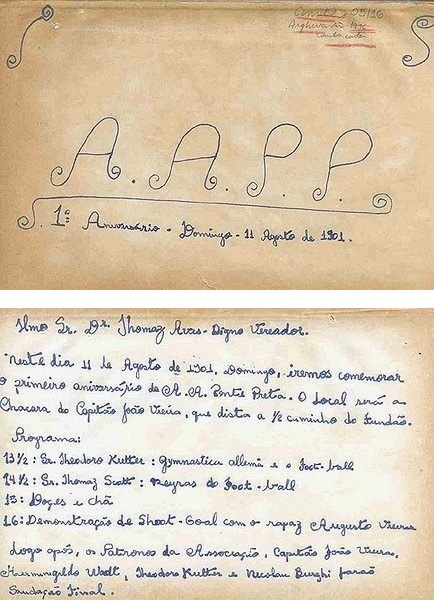
Convite (frente e verso) do 1° aniversário do clube, em 1901.

“No dia 11 de agosto de 1900, em um terreno baldio, à sombra de duas paineiras, realizou-se uma reunião convocada pelos senhores Miguel do Carmo (Migué), Luiz Garibaldi Burghi (Gigette) e Antonio de Oliveira (Tonico Campeão), para tratar da fundação de um clube de futebol. Os três senhores, depois de explicar aos presentes que disputaram jogos desde outubro do ano passado para o Gymnasio e outros quadros que se arranjavam, precisavam organizar-se em sociedade para terem um club onde pudessem efetuar partidas com os demais, e ter jogadores sempre juntos. Todos apoiaram a ideia e prometeram ser defensores e sócios do club, pagando a mensalidade, e tudo fazerem para que a ideia fosse avante. Por proposta do senhor Luiz Garibaldi Burghi, o club deveria ter o nome de Associação Atlética Ponte Preta em homenagem ao bairro em que foi fundado. Essa proposta foi imediatamente aprovada por todos os presentes com grande salva de palmas. O senhor Miguel do Carmo propôs que a mensalidade fosse cobrada a razão de 300 réis. Depois de grande discussão, essa proposta foi aprovada. Com a palavra ainda o senhor Miguel do Carmo fez ver aos presentes que a tarefa da comissão que tinha convocado aquela reunião estava terminada, porquanto todos estavam bem e par da finalidade da mesma e propunha que a dita comissão fosse dissolvida, e que se nomeasse o presidente do clube e pedia aos presentes que concordassem com o nome do senhor Pedro Vieira da Silva para aquele cargo. Essa proposta foi aceita por todos os presentes com uma grande salva de palmas.
O senhor Miguel do Carmo pediu ao senhor Pedro Vieira da Silva que continuasse os trabalhos como presidente da nova Associação. Com a palavra o presidente eleito mandou que se fizesse a eleição dos outros cargo da diretoria e que foi eleita por aclamação, a seguinte diretoria: presidente: Pedro Vieira da Silva, secretario Alberto Aranha, o tesoureiro Miguel do Carmo, procurador Antonio de Oliveira, fiscal de campo Luiz Garibaldi Burghi. Pedindo a palavra o senhor Alberto Aranha propôs que todos os presentes fossem considerados sócios fundadores e os que se inscrevessem até o dia 31 de agosto tivessem as mesmas regalias. Essa proposta foi aprovada pelos presentes. Pedindo a palavra, o senhor Pedro Vieira da Silva pediu aos presentes que efetuassem com pontualidade os pagamentos de suas mensalidades, por ser preciso a compra de uma bola para poderem começar logo os seus jogos e disse, também, que o associado que tivesse em atraso em sem o respectivo recibo não podia treinar e tampouco tomar parte nos jogos. Pediu também aos presentes que indicassem quatro pessoas presentes para elaborar o regulamento da Associação. Foram indicados os nomes dos senhores Zico Vieira, Dante Pêra, Luiz Affonso e Alberto Aranha, que aceitaram a incumbência. Como ninguém mais quisesse fazer uso da palavra, o senhor presidente deu por encerrada a reunião, tendo todos os presentes levantado vivas a nova Associação e aos diretores nomeados. Foi só o que se passou na primeira reunião da Associação Atlética Ponte Preta, da qual lavrei apresente ata, que dato e assino”.
Campinas, 11 de agosto de 1900.

Alberto Aranha

### Ponte Preta: a emoção do futebol

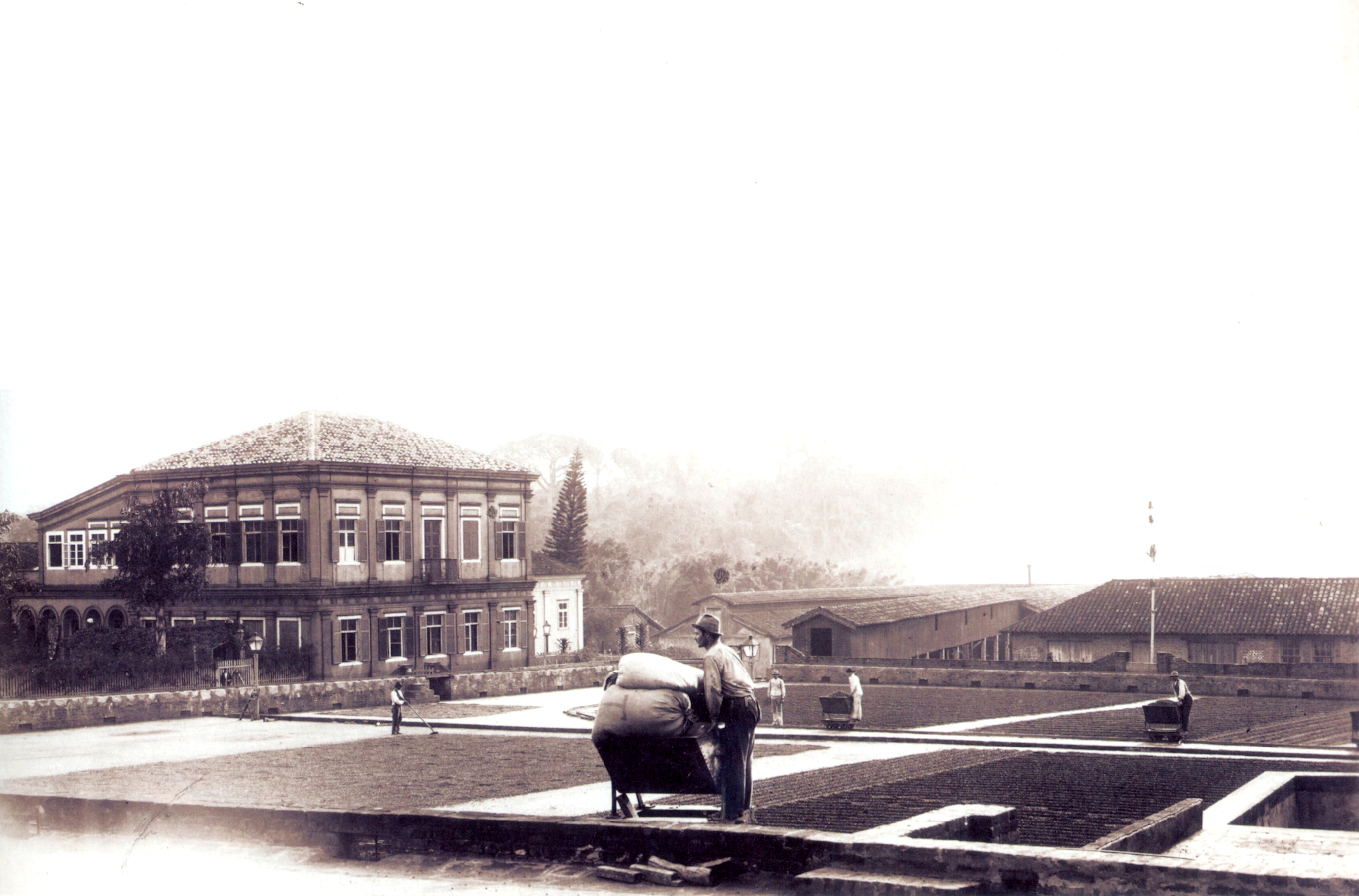
Campinas se tornou aos poucos, o maior centro produtor e exportador de café do país. O desenvolvimento também ocorreu na Indústria, Política e Cultura.

Nos três anos que precederam a fundação da Ponte Preta, a cidade de Campinas era varrida pelos ventos da modernidade. E modernidade, no final do século XIX, era aquela máquina esquisita - encantadora e ao mesmo tempo apavorante - que chamavam de cinematógrafo. Um jato de luz jogado na parede de uma sala escura mostrava imagens fotográficas que se moviam. Era de arrepiar. Invenção que levava campineiros às pencas ao Teatro São Carlos.
E a cidade, naqueles idos, respirava cultura. Naqueles três anos, nasceram na cidade duas novas bandas, a Carlos Gomes e a Azarias Dias de Melo. Por aqui faziam temporadas grandes companhias teatrais - como a Cunha Sales, a Fauré Nicolai e a Lírica Verdini -, que apresentavam-se para a seleta platéia formada por barões do café, mulheres dos barões de café e filhos dos barões de café. Campinas era aristocracia pura. Pelo menos dentro do teatro.
Modernidade, naquela virada de século, também era a luz elétrica que brotava de um dínamo de 20 amperes, de corrente contínua, que iluminava a refinada Casa do Livro Azul, na Baräo de Jaguara. É, luz elétrica... A maior parte das casas campineiras - mesmo as mais sofisticadas - viviam de velas e lamparinas.
A arquitetura da cidade também mudava. Em 1898 - naquele mesmo ano do cinematógrafo e da luz elétrica - os engenheiros Edmundo Kerug, Antonio Raffin e Tito Martins Ferreira decidiram colocar abaixo o prédio da velha Cadeia Pública. Ele ficava no Centro, exatamente onde hoje está o monumento-túmulo de Carlos Gomes. E os nossos ladrões de galinha - que eram os marginais ousados daquela cidade inocente - foram transferidos para a nova cadeia, no Botafogo.
No ano seguinte, os trens já circulavam pelo ramal da Funilense, trazendo para o Mercado as sacas de grãos que eram colhidos lá pelas bandas do Funil (hoje Cosmópolis). As locomotivas eram o prenúncio do que estava por vir: as máquinas substituiriam as mãos.

#### Os meninos da Abolição
Pois nem todo campineiro andava preocupado com as óperas do teatro. Para um grupo de garotos de calças curtas, a maior transformação daquela virada de século era mesmo um esporte estranho que havia aportado na Capital pelas mãos de Charles Miller. Os meninos sabiam: seis anos antes daquele 1900, Miller - um filho de ingleses formado com toda pompa na Banis Court School de Southampton - já organizava na Várzea do Carmo, na Rua do Gasômetro, as primeiras partidas do foot-ball association.

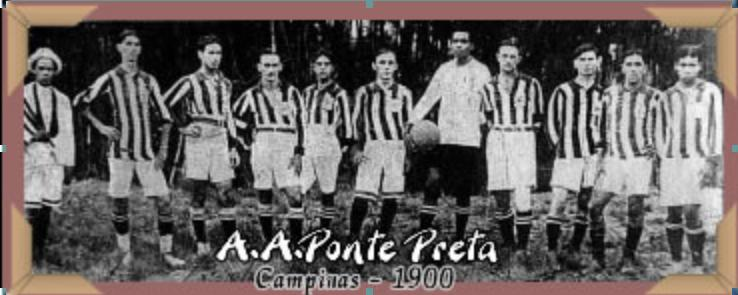

Em 1900, o futebol já era mania entre os paulistanos e já era praticado pelos associados de clubes como o Säo Paulo Athetic, e o Germanya.[carece de fontes?] No interior, só o Savoia, de Sorocaba, difundia a modalidade.
Em Campinas, aqueles meninos de calças curtas reuniram-se no começo da Rua Abolição, num descampado onde anos depois seria erguida a Escola Senai. Diz a lenda - a romântica lenda - que a assembleia aconteceu sob a sombra de duas paineiras, no dia 11 de agosto de 1900. Ali decidiram fundar um clube de futebol.
Faziam parte daquele grupo os garotos Miguel do Carmo, Luiz Garibaldi Burghi, Antonio Oliveira (o Tonico Campeäo), Alberto Aranha, Dante Pera, Zico Vieira e Pedro Vieira da Silva, que seria proclamado o primeiro presidente da Associação Atlética Ponte Preta.

#### Bolas de meia, traves de bambu

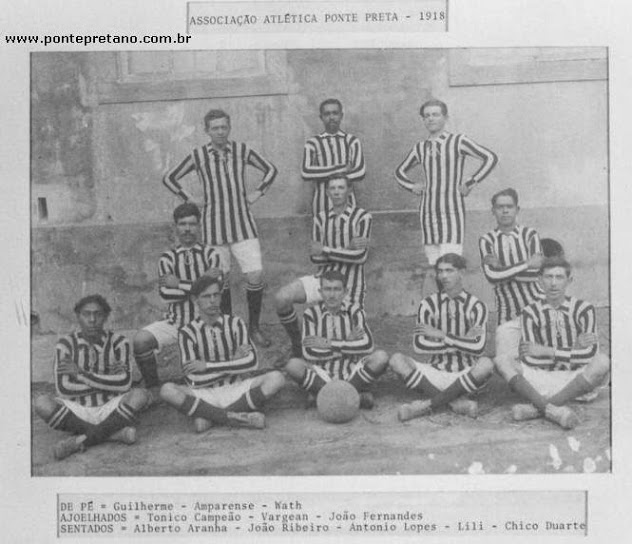
Time da Ponte em 1918. Guilherme, Amparense, Wath, Tonico Campeão, Vargean e João Fernandes.
Alberto Aranha, João Ribeiro, A. Lopes, Lili e Chico Duarte.

Que os ponte-pretanos tirem da cabeça a imagem do Estádio Moisés Lucarelli. O Majestoso não existia nem em sonho. As primeiras partidas do association eram travadas em rapadões onde a molecada esfarelava os joelhos. Pés no chão mesmo, com direito a homéricas topadas de dedão e a chutes que deixavam as canelas repletas de manchas roxas.
A bola de couro - aquela autêntica, com câmara de ar e tudo - era um adereço desconhecido pela rapaziada. Jogava-se com bolas de meias e panos. E as traves - traves, o que é isso? - eram representadas por uma armação de bambus e ripas roubadas na construção mais próxima.
A primeira bola de verdade, inglesa, custou 10 mil réis e foi comprada em São Paulo. O dinheiro veio das mensalidades dos associados: 300 réis por cabeça. E o primeiro uniforme foi doado por um incentivador da garotada, José Giacomelli. Como o bondoso José não entendia nada de futebol - que, como vimos, era um esporte completamente desconhecido no Interior -, trouxe onze camisas idênticas. Esqueceu que o goleiro precisava de um uniforme diferente. Foi o mesmo benemérito Giacomelli que financiou, do próprio bolso, as primeiras redes que ornamentaram as traves (ou melhor, os bambus).
Mas a penúria que a garotada enfrentou naquele tempo não importa. Importante é saber que aquela abençoada reunião sob as paineiras da abolição fez nascer a Ponte Preta. Há 118 anos, os amantes do futebol agradecem, emocionados.
Rogério Verzignasse - Correio Popular, 1998.

### Democracia racial

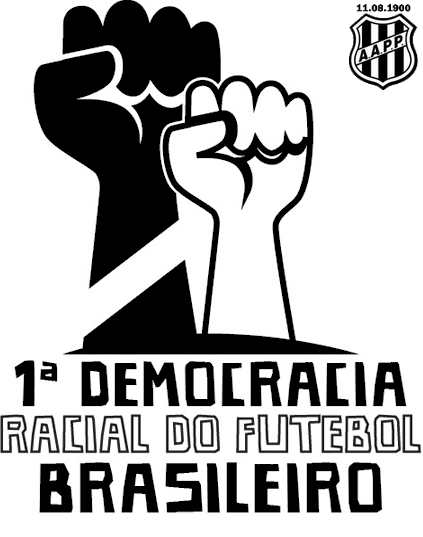
O clube se orgulha em ser a 1ª democracia racial do futebol brasileiro, tendo no início de sua história negros, brancos, pardos, operários, imigrantes e ferroviários.

#### Tributo a Miguel do Carmo
Autor: Jorginho Araújo
Quando o "lundú" foi chegando e aqui ficou
Quando o "maxixe" era a arte de sinhô
Quando o Brasil despediu do imperador,
E os negros cantaram em seu louvor
Com um novo amanhã que se sonhou
Dançar e jogar capoeira nas esquinas
Marcou na história de "Campinas"
Quando um time de bola começou,
Sem preconceito a "Ponte" iniciava
Em sua camisa já brilhava
O preto e o branco com amor.
"Miguel do Carmo" fundador,
diretor e jogador o trem de ferro,
Na linha do tempo assistiu,
A democracia praticou a Ponte Preta abraçou
O primeiro negro no primeiro time do Brasil!
- Música inspirada na história de vida de Miguel do Carmo, nascido em 1885 em Campinas, afro descendente, com apenas 15 anos de idade foi um dos fundadores da Associação Atlética Ponte Preta. Além de fundador, também foi diretor e jogador. Ao lado dos amigos, Pedro Vieira, Tonico Capitão, Burghi, entre outros. Ponte Preta e Miguel do Carmo tiveram importância fundamental na afirmação da democracia que marcou a história no início do século XX, ele foi o 1° negro a vestir a camisa da gloriosa Ponte Preta, firmando as cores, preto e branco, como suas cores oficiais.

#### O primeiro negro no futebol brasileiro

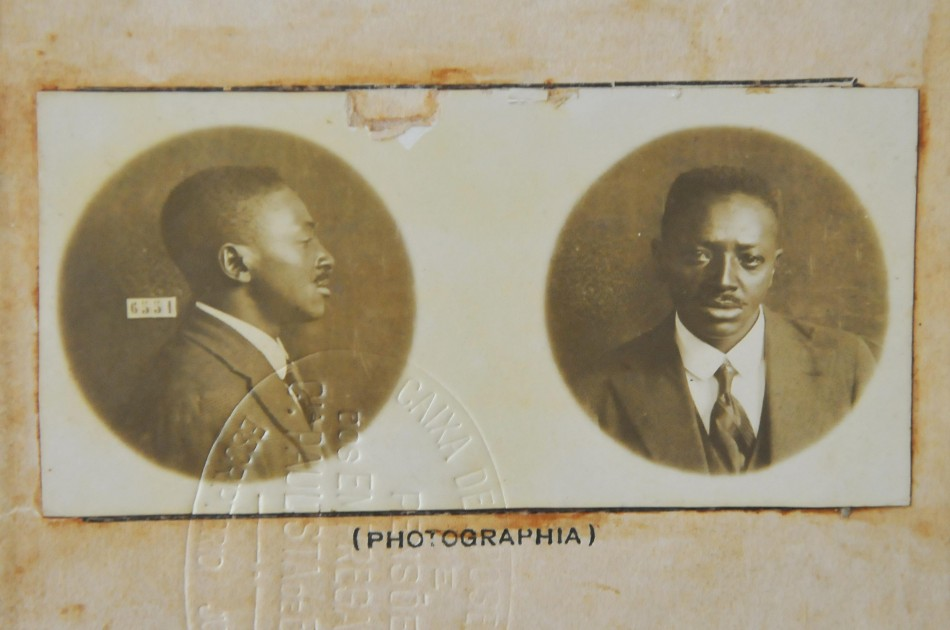
Foto da Carteira Funcional da Companhia Paulista. Miguel do Carmo nascido em 10 de abril de 1885, funcionário da Companhia Paulista de Estradas de Ferro entre 1898 até 1925, registro 6.551, aposentado como guarda de trem, terceira classe.

Miguel do Carmo, nascido em Jundiaí no dia 10 de abril de 1885, segundo fiscal de linha da Companhia Paulista de Estradas de Ferro em Campinas no fim do século XIX.
Seria só mais um dos que se empolgaram com o futebol, esporte que havia chegado recentemente ao país, não fosse um detalhe que, para a época, era bem mais que um detalhe: a cor de sua pele.
Negro, nascido três anos antes da abolição da escravatura no país, Miguel do Carmo se tornou o primeiro descendente de africanos a jogar futebol por um clube brasileiro quando ocupou sua posição de “centre-half” nas partidas iniciais da história da Ponte Preta, logo após a fundação da equipe em 1900.
A situação era impensável no fim daquele século e começo do próximo. Os times que praticavam o futebol no Brasil eram de clubes da elite branca. Alguns deles tinham regras que proibiam explicitamente a presença de negros em seus quadros.
Arthur Friedenreich, um dos maiores atletas da era amadora do futebol, filho de pai alemão e mãe negra, alisava os cabelos crespos antes de entrar em campo.
Até hoje, o Vasco é reconhecido por alguns como primeiro a superar o preconceito no país, por ter conquistado um título carioca com negros em 1923, assim como o Bangu por outros, com negros no time desde 1905. No caso específico do Vasco, em 1923, chocou o Rio ao vencer Flamengo, Botafogo e Fluminense, clubes da elite carioca, e conquistar o campeonato local com um time formado, principalmente, por negros e mulatos.
Outros apontam o Bangu, também do Rio, como o primeiro a aceitar um jogador negro, ao ter o apoiador Francisco Carregal no meio-campo de seu time de 1905.
Ambos são citados pelo jornalista Mário Rodrigues Filho no livro “O Negro no Futebol Brasileiro”, publicado em 1947.
“O Miguel jogou pela Ponte Preta até 1904, quando foi transferido pela Companhia Paulista para Jundiaí”, conta o historiador José Moraes dos Santos Neto, responsável pela pesquisa que pretende realinhar a cronologia da participação de negros no futebol. Além disso, porém, pouco se sabe a respeito dele.
“Quando começamos a documentar o início da Ponte, tínhamos as escalações dos times. Mas ninguém sabia quem era branco ou negro. Então fomos atrás, família por família”, explica Santos Neto, que encontrou apenas um documento de Miguel do Carmo: uma carteira de registro, com foto, de seu emprego como ferroviário.
Há, inclusive, a suspeita de que outros jogadores daquele time de 1900 fossem descendentes de africanos.
“Desconfio que o Alberto Aranha também fosse. Havia duas famílias Aranha em Campinas, uma no [bairro] Ponte Preta (Campinas), de negros, e outra no Cambuí (Campinas) [região nobre]“, diz o historiador.
“Pode ser parente do Benedicto Aranha, um contador negro que atuou no clube a partir de 1908″, completa.

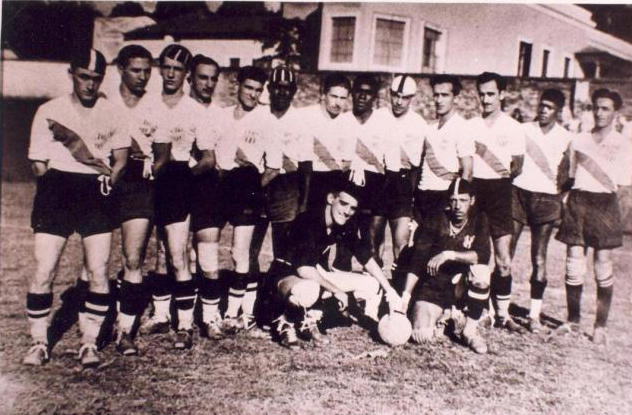
Campeã Campineira de 1937.

A falta de certeza se dá pela pouca documentação encontrada. Os jornais ignoravam o novo esporte. “A imprensa só começa a cobrir o futebol em 1908, quando há uma tentativa frustrada de criação de uma liga competitiva”, explica Santos Neto.
Relegado até agora, Miguel do Carmo não muda o meio ou fim de uma história que inclui Leônidas e Pelé. Mas dá a ela um novo início.
O berço ponte-pretano foi decisivo para que jogadores negros tivessem oportunidade de defender as cores do time de Campinas logo nos primeiros anos de sua existência, quando essa interação racial era proibida em outras associações esportivas. O clube nasceu no bairro que lhe dá nome e que, na época, era morada de população operária, formada basicamente por artesãos e ferroviários.
Era natural, então, que a maior parte dos entusiastas que participaram das primeiras atividades da agremiação estivesse nessa camada de trabalhadores braçais. “A linha do trem, propositadamente, separava os bairros operários [como o Ponte Preta] do centro e da elite”, explica o historiador José Moraes dos Santos Neto. “A maioria dos moradores negros da vila eram funcionários da ferrovia”, diz ele. Foi por ali que o futebol chegou à cidade, por meio de um imigrante escocês chamado Thomaz Scott, engenheiro da Companhia Paulista de Estradas de Ferro. A proximidade com os imigrantes permitiu aos negros da região que o preconceito fosse deixado de lado no momento de participarem das partidas disputadas nos campos improvisados. “Em Campinas não havia uma sociedade tão elitista e fechada como nos clubes sociais de São Paulo e do Rio”, conta o diretor e curador do Museu Afro Brasil, Emanoel Araújo. “A cidade tinha uma comunidade negra muito grande”, completa.
Isso, porém, não evitou que a equipe fosse hostilizada por conta da grande presença de negros e mulatos no time e entre os torcedores. Nos estádios em que a Ponte Preta se apresentava como visitante pelo interior do Estado, era comum ser recebida com os gritos de “macacos” e “macacada”. A torcida, entretanto, preferiu transformar as ofensas em apelido e adotou a macaca como mascote do clube.
“Entre os torcedores da Ponte existe de tudo: mulheres, crianças, negros, mulatos”, enumera Santos Neto. “Houve uma mistura entre a elite e o povão, uma quebra da hierarquia social. Na hora do gol, o médico abraça o cara que construiu o consultório dele”, diz o historiador. “Essa é uma característica do futebol que é ainda mais marcante na Ponte.

#### Tentativa de reconhecimento pela FIFA

O clube enviou carta para a entidade máxima do futebol, FIFA em 2003.

A Ponte Preta pretende capitalizar com o reconhecimento do que chama de “primeira democracia racial”, por aceitar jogadores negros em seus quadros desde os jogos iniciais de sua história de mais de 100 anos. O ambiente misto da fundação da Ponte Preta ajudou a superar o preconceito e quer ser reconhecida por colocar em campo o primeiro negro do futebol brasileiro.
Em 2003 foi enviada uma carta à Fifa, informando a entidade sobre a participação de Miguel do Carmo no time formado após a fundação da equipe, em 1900. O retorno, em forma de congratulações, não foi considerado suficiente pela diretoria. O clube voltou a procurar a entidade que comanda o futebol mundial em busca do reconhecimento oficial e foi instruído a montar um dossiê completo sobre o jogador para que os documentos possam ser avaliados.
Em 2006 foi enviado outro documento de grande importância pelo historiador José Moraes dos Santos Neto formado na PUC e Unicamp, que colaborou e muito para relatar de descrever com detalhes a história da Ponte Preta desde a sua fundação. Porém a FIFA mais uma vez pareceu não dar grande importância ao fato de reconhecer e divulgar a Ponte como o 1º clube do Brasil e do Mundo a colocar em campo um jogador afro-descendente.

### Cronologia
Legenda:
- - Conquistas Estaduais
- - Conquistas Municipais
- - Campeão Invicto
- - Outras Conquistas

## Títulos

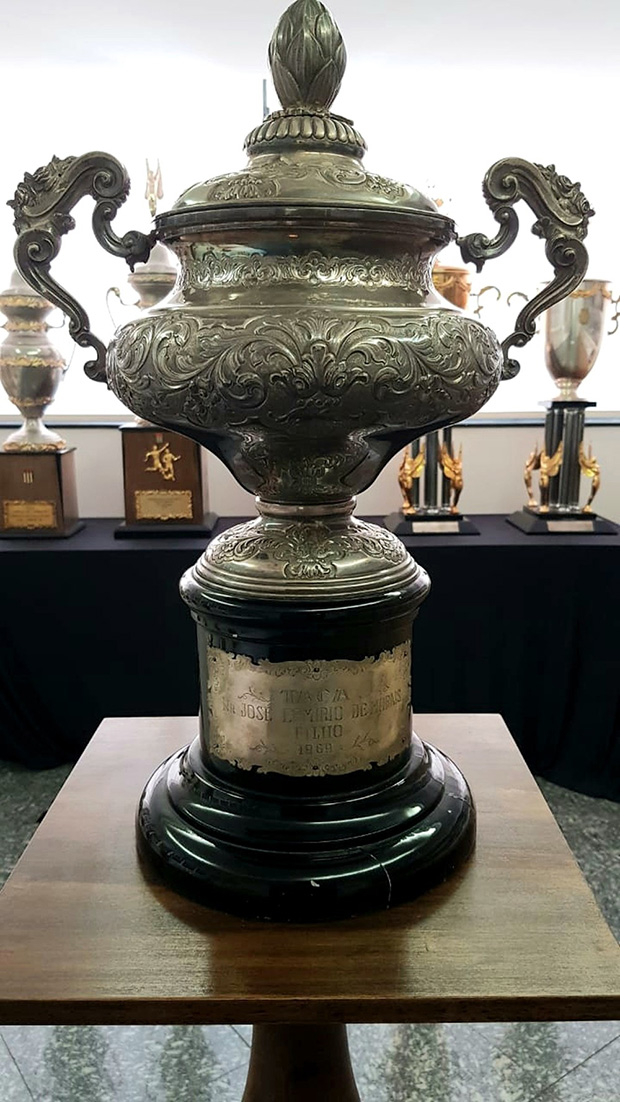
Troféu conquistado pela Ponte Preta na Divisão Especial de Acesso (atual Série A2 do Campeonato Paulista) em 1969.

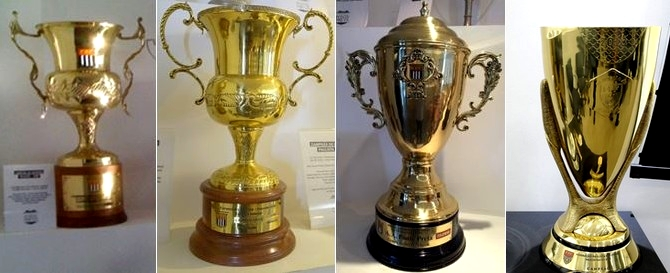
Imagem dos 4 troféus recentes do Campeonato do Interior conquistados pela Ponte Preta. (2009, 2013, 2015 e 2018)

| HONORÁRIOS | HONORÁRIOS                      | HONORÁRIOS | HONORÁRIOS                                                  |
|            | Competição                      | Títulos    | Temporadas                                                  |
| ---------- | ------------------------------- | ---------- | ----------------------------------------------------------- |
|            | Troféu Brasil 500 anos          | 1          | 2000(1)                                                     |
|            | Taça dos Invictos               | 1          | 1970                                                        |
| ESTADUAIS  |                                 |            |                                                             |
|            | Competição                      | Títulos    | Temporadas                                                  |
|            | Campeonato Paulista - Série A2  | 4          | 1927, 1933, 1969 e 2023(2)                                  |
|            | Troféu do Interior Paulista     | 4          | 2009*, 2013*, 2015 e 2018**                                 |
| MUNICIPAIS |                                 |            |                                                             |
|            | Competição                      | Títulos    | Temporadas                                                  |
|            | Campeonato Campineiro           | 10         | 1912, 1931, 1935, 1936, 1937, 1940, 1944, 1947, 1948 e 1951 |
|            | Torneio Taça Cidade de Campinas | 2          | 1949 e 1951                                                 |
| TOTAL      |                                 |            |                                                             |
|            | Conquistas                      | Títulos    | Categorias                                                  |
|            | Títulos oficiais                | 20         | 8 Estaduais e 12 Municipais                                 |

**Edição Independente
 Campeão Invicto

### Outras conquistas
- 2º turno Campeonato Paulista F.P.F — 1978
- 1º Turno do Campeonato Paulista (F.P.F) — 1981
- Troféu Folha de S.Paulo — 1977 e 1984
- Zona Paulista do Camp. Paulista (A.P.E.A.) — 1923
- Campeonato da Quarta Região da Zona Paulista (A.P.E.A) — 1930
- Campeonato Campineiro de 2° Quadros — 1935, 1936, 1937, 1943, 1944
- Taca  Confraternização Esportiva — 1943
- Torneio de Verão da F.P.F — 1947
- Campeonato Paulista Amador — 1951
- Torneio Triangular de Campinas — 1952
- Grupo Intermediário do Camp. Paulista da F.P.F — 1948
- Torneio Inicio Campinas — 1941, 1945
- Torneio Inicio Paulista Interior — 1930
- Campeonato Amador Interior - 1927

### Campanhas de destaque
- 2° Lugar na Copa Sul-Americana — 2013.
- 2° Lugar no Campeonato Paulista de Futebol — 1929, 1970, 1977, 1979, 1981, 2008 e 2017.
- 3º Lugar no Campeonato Brasileiro —  1981.
- 3° Lugar na Copa do Brasil —  2001.
- 6º Lugar no Campeonato Brasileiro —  1985, 1999 e 2001.
- 2° Lugar no Campeonato Brasileiro - Série B — 1997 e 2014.

### Títulos na base

Entrega da Taça da Gazeta Esportiva ao time juvenil da Associação Atlética Ponte Preta

| NACIONAIS      | NACIONAIS                          | NACIONAIS | NACIONAIS                                  |
|                | Competição                         | Títulos   | Temporadas                                 |
| -------------- | ---------------------------------- | --------- | ------------------------------------------ |
|                | Copa São Paulo de Futebol Júnior   | 2         | 1981 e 1982                                |
|                | Torneio Internacional Brasil-Japão | 1         | 2014 (Sub-15)                              |
| INTERESTADUAIS |                                    |           |                                            |
|                | Competição                         | Títulos   | Temporadas                                 |
|                | Copa Verde                         | 1         | 2017 (Sub-13)                              |
|                | Copa Hitachi Brasil                | 1         | 2017 (Sub-15)                              |
| ESTADUAIS      |                                    |           |                                            |
|                | Competição                         | Títulos   | Temporadas                                 |
|                | Campeonato Paulista                | 3         | 1 (Sub-17) - 2017 2 (Sub-11) - 1981 e 2009 |
|                | Campeonato Paulista de Aspirantes  | 2         | 1951 e 1991                                |
|                | Paulista Cup                       | 1         | (Sub-16) - 2017                            |
|                | Copa Ouro                          | 2         | 1 (Sub-15) - 2014 1 (Sub-17) - 2014        |
|                | Copa São Roque                     | 1         | 2011 (Sub-20)                              |

Outras conquistas:
 Copa Paulínia/Champs de Futebol

### Títulos no Basquete
| MUNDIAIS       | MUNDIAIS            | MUNDIAIS | MUNDIAIS                |
|                | Competição          | Títulos  | Temporadas              |
| -------------- | ------------------- | -------- | ----------------------- |
|                | Mundial de Clubes   | 2        | 1993 e 1994             |
| NACIONAIS      |                     |          |                         |
|                | Competição          | Títulos  | Temporadas              |
|                | Copa Brasileira     | 1        | 1991                    |
| INTERESTADUAIS |                     |          |                         |
|                | Competição          | Títulos  | Temporadas              |
|                | Jogos Regionais     | 2        | 1992 e 1993             |
| ESTADUAIS      |                     |          |                         |
|                | Competição          | Títulos  | Temporadas              |
|                | Campeonato Paulista | 4        | 1990, 1992, 1993 e 1994 |

 Campeão Invicto

## Estatísticas

### Participações
|  | Participações em 2025 |

| Competição | Competição            | Temporadas | Melhor campanha            | Estreia | Última | A | R |
| São Paulo  | Campeonato Paulista   | 61         | Vice-campeão (7 vezes)     | 1928    | 2025   |   | 5 |
| São Paulo  | Série A2              | 14         | Campeão (4 vezes)          | 1947    | 2023   | 4 | – |
| Brasil     | Campeonato Brasileiro | 24         | 3º colocado (1981)         | 1970    | 2017   |   | 4 |
| Brasil     | Série B               | 21         | Vice-campeão (1997 e 2014) | 1971    | 2024   | 3 | 1 |
| Brasil     | Série C               | 2          | 16º colocado (1990)        | 1990    | 2025   | – | – |
| Brasil     | Copa do Brasil        | 21         | Semifinais (2001)          | 1999    | 2025   |   |   |
|            | Copa Sul-Americana    | 3          | Vice-campeão (2013)        | 2013    | 2017   |   |   |

### Retrospecto dos últimos anos
- 2013 - Campeonato Paulista de Futebol de 2013: campeã do Interior Paulista
- 2013 - Vice-campeã da Copa Sul Americana de 2013
- 2014 - Acesso ao Campeonato Brasileiro da Série A de 2015
- 2015 - Campeonato Paulista de Futebol de 2015: campeã do Interior Paulista
- 2017 - Vice-campeonato paulista
- 2018 - Campeonato Paulista de Futebol de 2018: campeã do Interior Paulista
- 2019 - Vice-campeã do Interior Paulista
- 2023 - Campeã do Campeonato Paulista Série A2

## Registros

### Bola de Pratada Revista Placar
| Ano  | Nome do Jogador | Prata |
| ---- | --------------- | ----- |
| 2016 | William Pottker | 1     |
| 2000 | Mineiro         | 1     |
| 1982 | Juninho         | 1     |
| 1982 | Carlos          | 1     |
| 1981 | Zé Mario        | 1     |
| 1980 | Carlos          | 1     |
| 1978 | Odirlei         | 1     |
| 1977 | Polozzi         | 1     |
| 1977 | Oscar           | 1     |

### Maiores artilheiros
- Fonte.[49]

## Fatos históricos
- Homenagem à Ferrovia

É o clube de futebol mais antigo do Estado de São Paulo. Entre todos os clubes do interior, o que mais chegou as finais do Campeonato Paulista.

A data de fundação do clube teve como objetivo homenagear a inauguração da ferrovia em Campinas, datada de 11 de agosto de 1872.
- Pioneira Racial

Foi o primeiro clube do Brasil a ter cidadãos afrodescendentes em seus quadros, desde a sua fundação em 11 de agosto de 1900. Entre os próprios fundadores da Ponte existiam negros e mulatos, como Benedito Aranha, por exemplo, que fez parte da primeira diretoria alvinegra. Já Miguel "Migué" do Carmo tornou-se jogador do primeiro elenco pontepretano e também foi um dos fundadores. Além desse fato, haviam jogadores que trabalhavam como operários, ferroviários e mascates, uma mistura de classes sociais e variadas ascendências.
- Pioneira nacional

A Ponte Preta foi a primeira equipe do Interior do Brasil a disputar um campeonato nacional, o Torneio Roberto Gomes Pedrosa de 1970.
- Mais vezes finalista

A Ponte Preta é o time do interior que chegou em mais decisões do Campeonato Paulista e no total possui 7 vice-campeonatos incluindo o Campeonato Paulista de 1929 pela LAF.
- Jogadores estrangeiros

Foi o primeiro clube do interior a contratar jogadores estrangeiros: Cabreira e Raul Dias, uma prova de ousadia pois os dois jogadores trazidos em 1952 eram do Uruguai, país que dois anos antes havia vencido o Brasil em pleno Maracanã, conquistando a Copa do Mundo de 1950.
- Ponte 13 x 1 Portuguesa FC

A maior goleada da história do clube foi em 29 de setembro de 1929, jogando contra a Portuguesa FC, a Ponte venceu pelo placar de 13 a 1.
- Maiores goleadas em jogos oficiais

As maiores goleadas da Ponte em jogos por competições oficiais foram 8 a 1 contra a Ferroviária pelo Campeonato Paulista de 1994 e 8 a 1 contra o Castanhal-PA na Copa do Brasil de 2001. Pelo Campeonato Brasileiro Série A foi a vitória de 6 a 2 sobre o Botafogo-PB em 23 de março de 1980 e pelo Campeonato Brasileiro - Série B a de 6 a 0 sobre o Santa Cruz em 4 de agosto de 2007, seguida pela de 7 a 2 sobre o Figueirense em 29 de janeiro de 2021, aquela na qual marcou mais gols, embora a diferença de gols menor. Essa vitória sobre o Figueirense marcou também a primeira vez que a Macaca marcou 7 gols fora de casa desde 8 de agosto de 1953, quando a Ponte havia vencido o Juventus na capital paulista por 7 a 1.
- Recorde de público

O recorde de público oficial do Majestoso é de 37.274 (34.985 pagantes), em derrota para o São Paulo em 1978, mas especula-se, que numa partida realizada entre a Ponte e o Santos em 1970, na qual os portões foram arrombados, tenham estado presentes cerca de 40.000 pessoas.
- Visitante indigesta

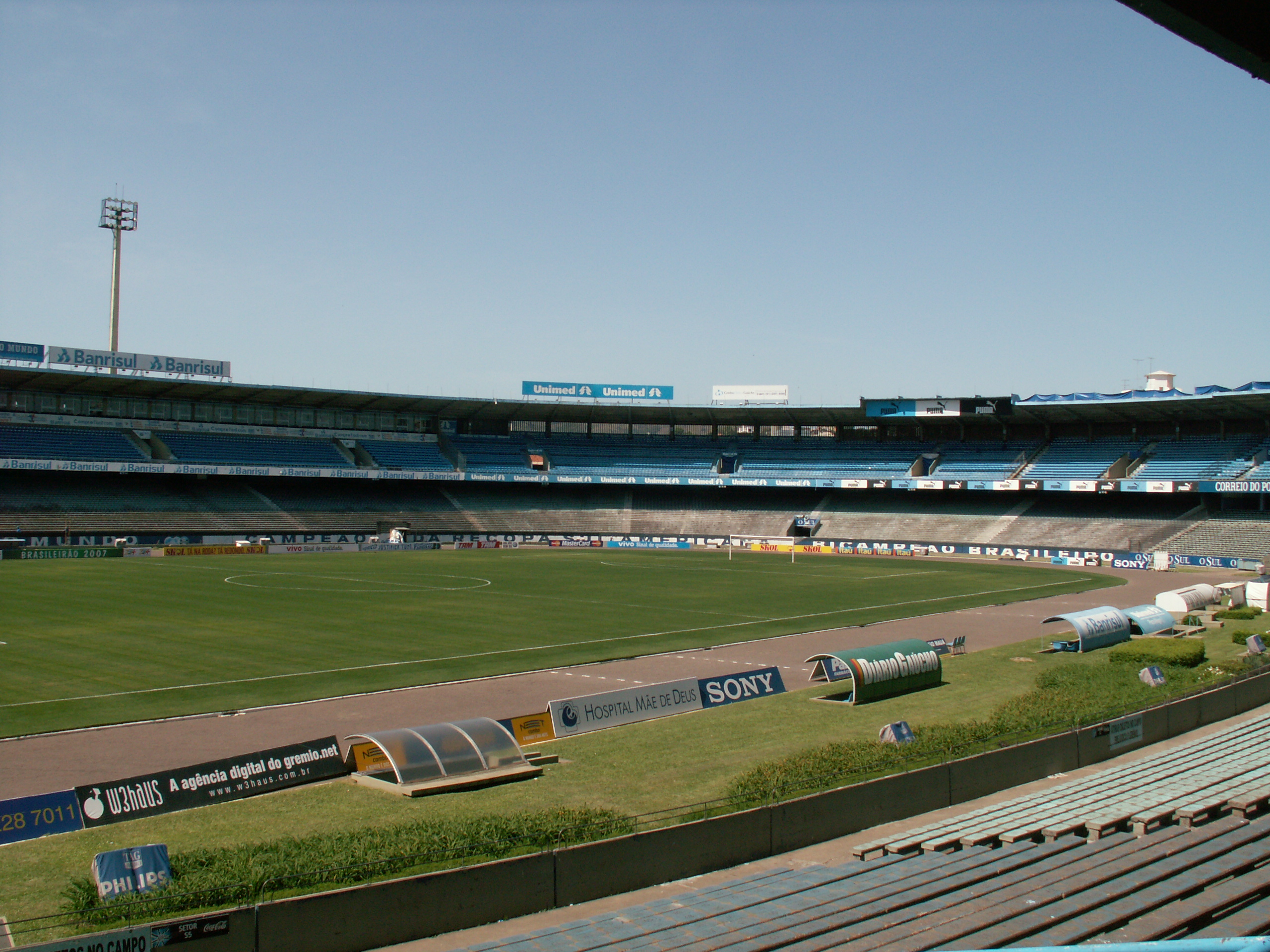
O recorde de público do Estádio Olímpico do Grêmio foi registrado em uma vitória da Ponte por 1 a 0 dia 26 de abril de 1981, pelo Campeonato Brasileiro.
Público: 98.421 (85.751 pagantes)

Morumbi (São Paulo) e Olímpico (Porto Alegre), dois dos mais importantes palcos do futebol brasileiro têm seus recordes de público em vitórias da Ponte Preta. Em 1977, mais de 145.000 pessoas estiveram presentes no Morumbi para ver a Ponte bater o Corinthians por 2 a 1, de virada, pelo segundo jogo da decisão do Campeonato Paulista. Em 1981, a Macaca bateu o Grêmio por 1 a 0 diante de 98.000 espectadores (85.000 pagantes) pela semifinal do Campeonato Brasileiro de Futebol.
- A possível fusão com o Juventus da Mooca

Em 1949, faltou muito pouco para a Ponte Preta se fundir com o Juventus. O Moleque Travesso enfrentava uma séria crise financeira, agravada com a saída do conde Adriano Crespi, e a Macaca queria a todo custo um lugar na elite do futebol estadual. A Ponte ficou sabendo do suposto interesse do clube da Mooca de abandonar o futebol profissional e iniciou os contatos para a fusão. A Macaca assumiria os salários dos atletas e funcionários do Juventus, mas manteria suas cores, seu nome e a sede permaneceria em Campinas.
- Jogadores para a Seleção Brasileira

Em 1978, a Ponte Preta cedeu três atletas para a Seleção Brasileira de Futebol disputar a Copa do Mundo. No total o clube revelou 5 jogadores e teve mais de 10 convocações, ficando entre os 20 clubes brasileiros e estrangeiros, que mais revelaram jogadores para a Seleção Canarinho.
- Despedida de Pelé

A despedida do maior jogador de todos os tempos, Pelé dos gramados do futebol brasileiro se deu numa partida entre Associação Atlética Ponte Preta e Santos Futebol Clube, no dia 2 de outubro de 1974 com vitória do Santos por 2 a 1.
- Em pontos corridos

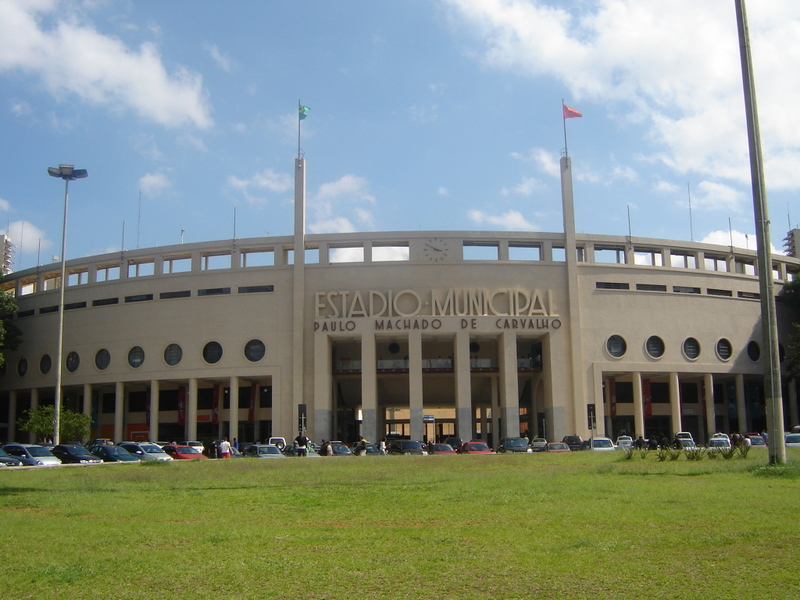
A Ponte detém a maior "invasão" feita por uma torcida de um clube do interior a outra cidade. Na Copa Sul-Americana de 2013, quando mais de 28 mil pontepretanos compareceram para acompanhar a final no Estádio do Pacaembu contra o Lanús da Argentina.

No ranking de aproveitamento dos pontos corridos a Ponte é o 5° clube com melhor desempenho entre os clubes paulistas. Desde que foi estabelecida essa fórmula em 2003 a Macaca conquistou 432 pontos, tem 9 participações e a melhor campanha entre os clubes do interior (8° lugar em 2016). (ja contabilizados os números de 2017).
- Bola de Prata

Ao final de cada Campeonato Brasileiro a revista Placar concede o troféu Bola de Prata aos melhores jogadores em cada posição. A Ponte teve 8 atletas premiados desde a criação do troféu, são eles: Oscar (zagueiro, 1977), Polozzi (zagueiro, 1977), Odirlei (lateral, 1978), Carlos (goleiro, 1980 e 1982), Zé Mario (volante, 1981), Juninho (zagueiro, 1982), Mineiro (volante, 2000) e William Pottker (atacante, 2016). 
- Artilharia

O clube também teve seus artilheiros nas edições do Campeonato Paulista de 2001 com Washington (16 gols), Copa do Brasil de 2001 mais uma vez com o atacante Washington (12 gols), Campeonato Paulista de 2013 com William (13 gols) e recentemente do Campeonato Brasileiro de 2016 com William Pottker (14 gols) sendo o primeiro e único goleador da macaca na elite do futebol brasileiro. No ano de 2017, Pottker também atingiu a artilharia ao lado de Gilberto com 9 gols repetindo o mesmo feito do Coração Valente de ser artilheiro pelo campeonato estadual e um campeonato nacional com a camisa alvinegra.
- Sócrates na Ponte

Sócrates, depois de participar da grande Seleção Brasileira de 1982 e ir jogar na Fiorentina, quase voltou ao Brasil para jogar na Ponte Preta, em agosto de 1985. Seria uma negociação em parceria com a empresa Luqui, que tinha Luciano do Valle como um dos sócios, torcedor declarado da Ponte. Sócrates saiu da Fiorentina, na Itália, e desembarcou em Campinas. Vestiu a camisa da Ponte Preta, deu entrevistas como jogador do time e foi o personagem de reportagens falando sobre a surpreendente repatriação. Mas a questão financeira atrapalhou essa que seria uma das negociações mais alternativas do futebol brasileiro. Um ano depois, em 1986, quem veio para vestir a camisa alvinegra foi Raí, irmão mais novo de Sócrates, vindo do Botafogo de Ribeirão Preto.
- Ranking IFFHS

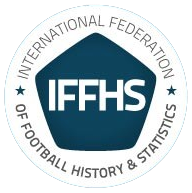
Em 2013 ficou a frente de grandes clubes do futebol mundial como Inter de Milão, Liverpool e River Plate.

No ano de 2013 a Ponte encerrou a temporada na frente de grandes potências do futebol: Inter de Milão, Nacional do Uruguai, River Plate, Liverpool, América do México e Peñarol foram alguns dos importantes clubes que ficaram atrás do time campineiro no Ranking Mundial de Clubes da IFFHS, que pontua todos os clubes do Mundo levando em consideração os resultados nos últimos 365 dias. A Ponte encerrou o ano no 105° lugar com 122,00 pontos no Ranking.
- Mil gols em casa pelo estadual

Jogando contra o Marília (pela 4ª rodada do Campeonato Paulista de 2015), Renato Cajá, meia habilidoso com boas passagens pela Ponte em 2008, 2011-2012 e 2013-2014, fez o milésimo gol da Ponte em Campeonatos Paulistas da 1ª divisão, jogando no Majestoso (total de 673 partidas).

### Partidas internacionais
A Ponte realizou seu primeiro jogo internacional por uma competição oficial na Copa Sul-Americana de 2013 contra o time Colombiano Deportivo Pasto e venceu por 2 a 0, diante de mais de 15 mil torcedores no Estádio Moisés Lucarelli. Após a Sul-Americana de 2013 realizou o feito de ser um dos únicos clubes do interior paulista a ser finalista de uma competição oficial organizada pela Conmebol, ao lado do São Caetano, finalista da Libertadores de 2002.
Além disso, manteve uma série de invencibilidade em jogos contra times estrangeiros durante 64 anos. Foi no período de 1946 a 2010, até que em um jogo-treino seu time reserva foi derrotado por 2 a 1 pela Seleção da África do Sul, que era comandada por Carlos Alberto Parreira e se preparava para realizar a Copa do Mundo FIFA de 2010 como país anfitrião. Até então, a Ponte jamais havia perdido uma partida internacional (19 partidas invicta). Contabilizando apenas jogos comemorativos e jogos oficiais, o total é de 21 partidas e 67 anos sem derrotas, vindo a perder por 1 a 0 na partida de volta da segunda fase da Copa Sul-Americana de 2013, na Colômbia, contra o Deportivo Pasto.
| Estatísticas Oficiais |                                                                         |
| Jogos                 | 33                                                                      |
| Vítórias              | 20                                                                      |
| Empates               | 9                                                                       |
| Derrotas              | 4                                                                       |
| Gols marcados         | 69 gols                                                                 |
| Gols sofridos         | 26 gols                                                                 |
| Maior goleada         | Ospitaletto 2 x 12 Ponte Preta - Foligno, Itália - 11 de agosto de 1988 |
| Partidas invictas     | 19 Partidas                                                             |

Confira todos os jogos:
| Data                    | Mandante               | Placar | Visitante                | Competição         | Local                                                        |
| ----------------------- | ---------------------- | ------ | ------------------------ | ------------------ | ------------------------------------------------------------ |
| 20 de janeiro de 1946   | Ponte Preta            | 1 - 1  | Libertad                 | Amistoso           | Estádio da Mogiana, Campinas                                 |
| 3 de julho de 1949      | Ponte Preta            | 2 - 2  | Rapid Viena              | Amistoso           | Estádio Moisés Lucarelli, Campinas                           |
| 17 de fevereiro de 1952 | Ponte Preta            | 2 - 0  | Estudiantes              | Amistoso           | Estádio Moisés Lucarelli, Campinas                           |
| 25 de maio de 1978      | Ponte Preta            | 1 - 0  | Seleção da Tunísia       | Amistoso           | Estádio Moisés Lucarelli, Campinas                           |
| 17 de agosto de 1978    | Bihor                  | 3 - 4  | Ponte Preta              | Amistoso           | Oradea, Romênia                                              |
| 21 de agosto de 1978    | Al Ahli                | 1 - 2  | Ponte Preta              | Amistoso           | Jeddah, Arábia Saudita                                       |
| 23 de agosto de 1978    | Al Wahda               | 1 - 2  | Ponte Preta              | Amistoso           | Jeddah, Arábia Saudita                                       |
| 12 de maio de 1982      | Blooming               | 0 - 0  | Ponte Preta              | Amistoso           | Santa Cruz de la Sierra, Bolívia                             |
| 16 de maio de 1982      | Seleção de El Salvador | 2 - 2  | Ponte Preta              | Amistoso           | San Salvador, El Salvador                                    |
| 19 de maio de 1982      | Seleção de El Salvador | 0 - 3  | Ponte Preta              | Amistoso           | San Salvador, El Salvador                                    |
| 26 de janeiro de 1986   | Ponte Preta            | 2 - 0  | Grasshoper               | Amistoso           | Estádio Moisés Lucarelli, Campinas                           |
| 9 de agosto de 1988     | Siena                  | 0 - 2  | Ponte Preta              | Amistoso           | Siena, Itália                                                |
| 11 de agosto de 1988    | Ospitaletto            | 2 - 12 | Ponte Preta              | Amistoso           | Foligno, Itália                                              |
| 13 de agosto de 1988    | Ravenna                | 0 - 1  | Ponte Preta              | Amistoso           | Ravena, Itália                                               |
| 17 de agosto de 1988    | Valdiano               | 1 - 4  | Ponte Preta              | Amistoso           | Montebelluna, Itália                                         |
| 18 de agosto de 1988    | Pavia                  | 0 - 0  | Ponte Preta              | Amistoso           | Pavia, Itália                                                |
| 20 de agosto de 1988    | Montebelluna           | 1 - 3  | Ponte Preta              | Amistoso           | Montebelluna, Itália                                         |
| 14 de julho de 1991     | Ponte Preta            | 2 - 0  | Matsushita               | Amistoso           | Estádio Moisés Lucarelli, Campinas                           |
| 16 de julho de 1998     | Ponte Preta            | 3 - 0  | Marítimo                 | Amistoso           | Estádio Moisés Lucarelli, Campinas                           |
| 25 de março de 2010     | Ponte Preta            | 1 - 2  | Seleção da África do Sul | Jogo-Treino        | Estádio Moisés Lucarelli, Campinas                           |
| 30 de maio de 2012      | Ponte Preta            | 2 - 0  | Seleção de Cuba          | Jogo-Treino        | Estádio Moisés Lucarelli, Campinas                           |
| 25 de setembro de 2013  | Ponte Preta            | 2 - 0  | Deportivo Pasto          | Copa Sul-Americana | Estádio Moisés Lucarelli, Campinas                           |
| 22 de outubro de 2013   | Deportivo Pasto        | 1 - 0  | Ponte Preta              | Copa Sul-Americana | Estádio Departamental Libertad, San Juan Del Pasto, Colômbia |
| 31 de outubro de 2013   | Ponte Preta            | 0 - 0  | Vélez Sarsfield          | Copa Sul-Americana | Estádio Moisés Lucarelli, Campinas                           |
| 7 de novembro de 2013   | Vélez Sarsfield        | 0 - 2  | Ponte Preta              | Copa Sul-Americana | Estádio José Amalfitani, Buenos Aires, Argentina             |
| 4 de dezembro de 2013   | Ponte Preta            | 1 - 1  | Lanús                    | Copa Sul-Americana | Pacaembu, São Paulo                                          |
| 11 de dezembro de 2013  | Lanús                  | 2 - 0  | Ponte Preta              | Copa Sul-Americana | Estádio Ciudad de Lanús, Lanús, Argentina                    |
| 2 de maio de 2015       | Orlando City           | 3 - 2  | Ponte Preta              | Amistoso           | Citrus Bowl, Orlando, Estados Unidos                         |
| 20 de junho de 2015     | Ponte Preta            | 4 - 0  | Strikers                 | Amistoso           | Estádio Moisés Lucarelli, Campinas                           |
| 5 de abril de 2017      | Ponte Preta            | 0 - 0  | Gimnasia La Plata        | Copa Sul-Americana | Estádio Moisés Lucarelli, Campinas                           |
| 9 de maio de 2017       | Gimnasia La Plata      | 1 - 1  | Ponte Preta              | Copa Sul-Americana | Estádio Juan Carmelo Zerillo, La Plata, Argentina            |
| 29 de junho de 2017     | Ponte Preta            | 1 - 0  | Sol de América           | Copa Sul-Americana | Estádio Moisés Lucarelli, Campinas                           |
| 26 de julho de 2017     | Sol de América         | 1 - 3  | Ponte Preta              | Copa Sul-Americana | Estádio Luis Alfonso Giagni, Assunção, Paraguai              |

## Estádios

### Estádio do Hipódromo

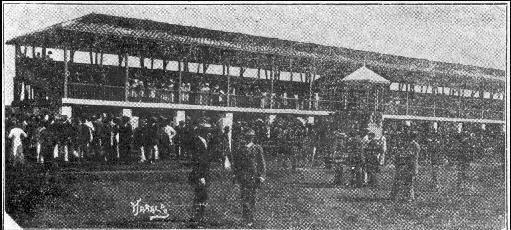
Estádio do Hipódromo.

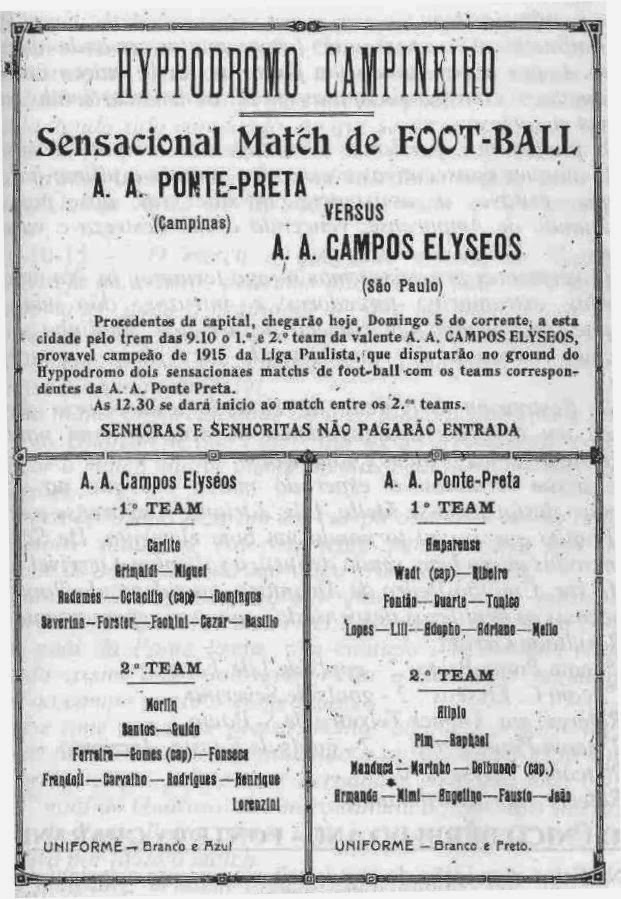
Jogo realizado no Campo do Hipódromo, 1915.

No início, o campinho arrumado pelos garotos fundadores da Ponte serviu para peladas e jogos contra times de outros bairros, até o fim da primeira década de sua fundação. Depois de organizada, passou a se utilizar do campo do Cruzeiro, no meio do caminho para o Cemitério do Fundão, ao lado Cruzeiro das Missões. O espaço para jogos de futebol, naquele tempo, deu lugar para o prolongamento da Avenida Ângelo Simões, como narrou o jornalista e historiador Juliano Mariano, já falecido. A partir daí a Ponte se utilizou do campo do Hipódromo Campineiro, no Bonfim, para realizar seus jogos.
O estádio do Hipódromo veio a ser utilizado pela Ponte desde o ano de 1906. Foi ali naquele estádio que ocorreu o 2º dérbi da história, com vitória sobre o maior rival (Ponte Preta 2–1 Guarani, 19 de maio de 1912), sendo que a primeira partida do clássico centenário 2 meses antes (que também teria sido uma vitória da Ponte) não tem registros oficiais e nem documentações que comprovam o resultado. No início da década de 1920 a Ponte compra o patrimônio do Campinas e passa a usar o inacabado Estádio da Avenida Júlio de Mesquita, no Cambuí. Além disso, passou a ter todas as dependências de sua sede, que era erguida junto ao estádio, próximo ao Largo Santa Cruz.
O patrimônio passou a ser invejável, numa área de mais de 20 mil metros quadrados. A inauguração oficial ocorreu em 3 de maio de 1928, quando o time já estava elevado à principal divisão da Liga Amadora de Futebol, a LAF.
As dívidas contraídas ao adquirir o novo estádio com a nova sede e a crise mundial de 29, levaram a Ponte a uma de suas maiores decepções. Numa reunião, que aconteceria no dia 10 de outubro, entregou o estádio para se livrar das dívidas. Os sócios presentes na assembleia, só não aceitaram votar a favor da da proposta de extinção do time de futebol. Pacificado, o clube ainda utilizou o campo até 1933 e retornou ao Estádio do Hipódromo, arrendado pelo Jockey Club.

### Estádio Júlio de Mesquita

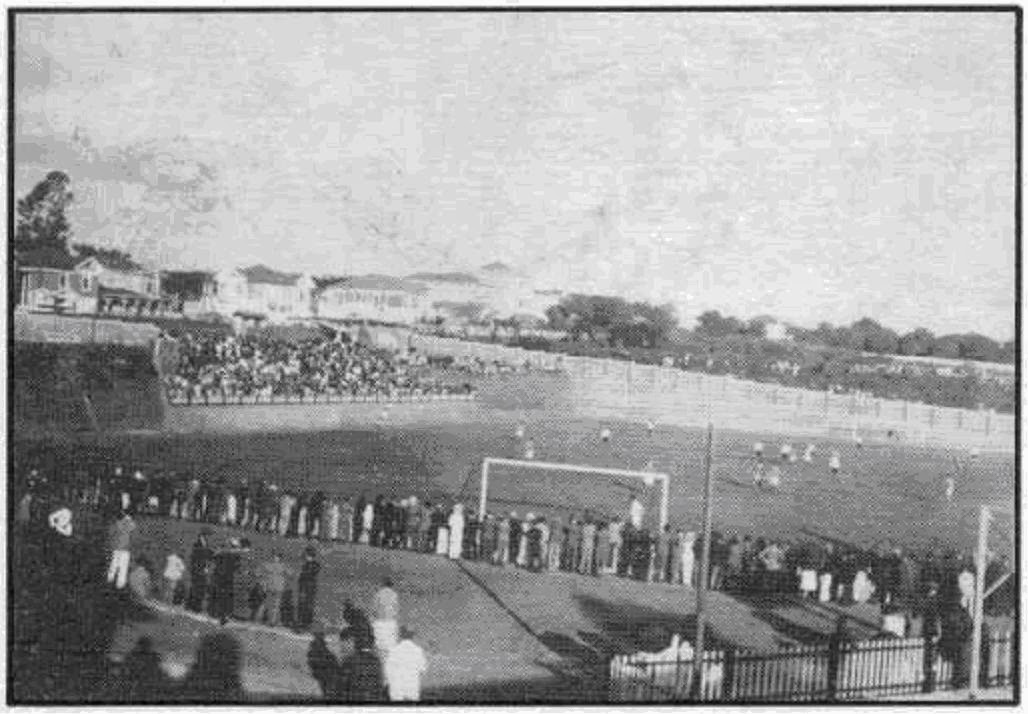
Foi demolido em 1933, depois do clube ter realizado 75 jogos naquele campo.

Em 1927 a Ponte começava mandar seus jogos no Estádio Júlio de Mesquita, projetado pelo engenheiro Lix da Cunha, localizado na Rua Dr. Guilherme da Silva X Pedro Magalhães no valorizado bairro Cambuí. Foi o primeiro complexo esportivo da cidade possuindo campo de futebol, pista de atletismo, piscina, rinque de patinação, pista e tanque de areia para saltos, quadra de tênis e também de basquete.
Diante da crise mundial de 1929, o clube mais querido e popular de Campinas sofreu uma grande decepção em sua história, sendo obrigado a entregar o estádio para se livrar das dívidas contraídas e a partir de 1933 voltou a realizar seus jogos novamente no campo do Hipódromo.
No espaço da sede administrativa e esportiva da AAPP – que se estendia pela avenida Júlio de Mesquita, rua Guilherme da Silva, travessa Irmãos Bierrenbach e praça 15 de Novembro – foi criado, em 1933, o empreendimento imobiliário “Vila Júlio de Mesquita”, de propriedade do médico João Penido Burnier, com 47 lotes e duas ruas projetadas, que receberam, posteriormente, as denominações de rua Pedro de Magalhães e rua Alferes Domingos.
O muro de alvenaria que sobrou da estrutura do primeiro centro poliesportivo da Ponte Preta resistiu ao tempo e permanece em pé até os dias atuais. Com medidas aproximadas de 65 metros de comprimento e altura variável de 0,90 metros na sua parte mais baixa e cinco metros em sua parte mais elevada. Em 2011, pesquisadores do Centro de Memória pediram o tombamento de muro do Antigo Estádio da Ponte Preta.

### Estádio Moisés Lucarelli

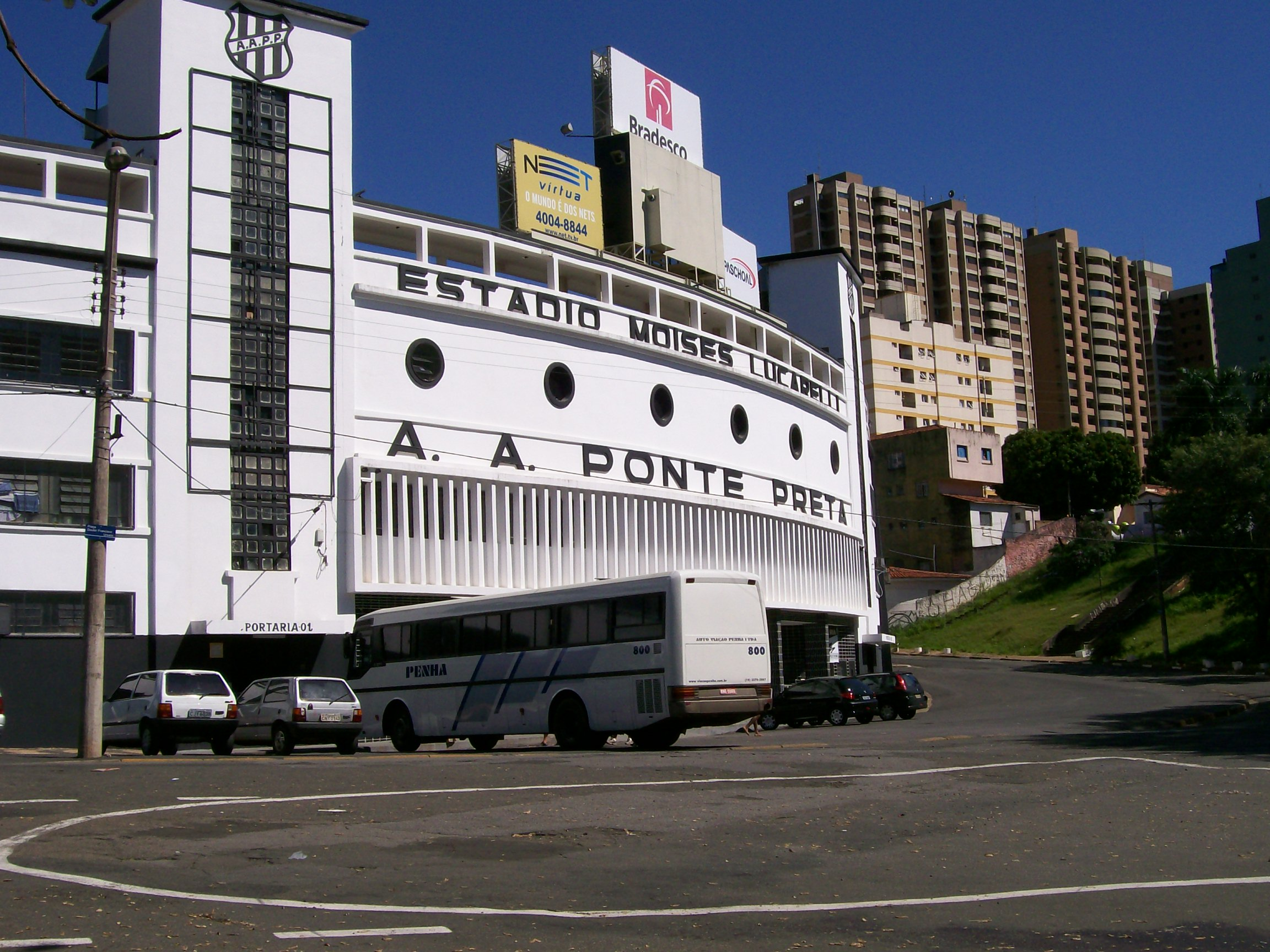
Fachada do Moisés Lucarelli.

Inaugurado em 12 de setembro de 1948 com capacidade para 35 mil espectadores, tendo sido construído pelos próprios torcedores e com doações de material feitas por aficionados do clube. Sua construção levou seis anos. Está localizado à Praça Dr. Francisco Ursaia, 1900 (número escolhido por ser o ano de fundação do clube), em Campinas.
Atualmente teve a capacidade diminuída para 19.728 pessoas no CNEF de 2016 a fim de proporcionar maior conforto e obedecer às novas determinações legais. Apesar da capacidade de mais de 19 mil pessoas o estádio está liberado para operar com apenas 17.728
É possível que o seu recorde de público tenha sido no jogo entre Ponte Preta e Santos, em 16 de agosto de 1970, quando 33.500 espectadores pagaram ingressos para ver a vitória dos visitantes por 1 a 0. Porém, segundo historiadores, havia cerca de 40 mil torcedores dentro do estádio e mais quatro mil pessoas do lado de fora, sem conseguir entrar. No final desse campeonato paulista, a Ponte Preta conquistou o vice-campeonato.

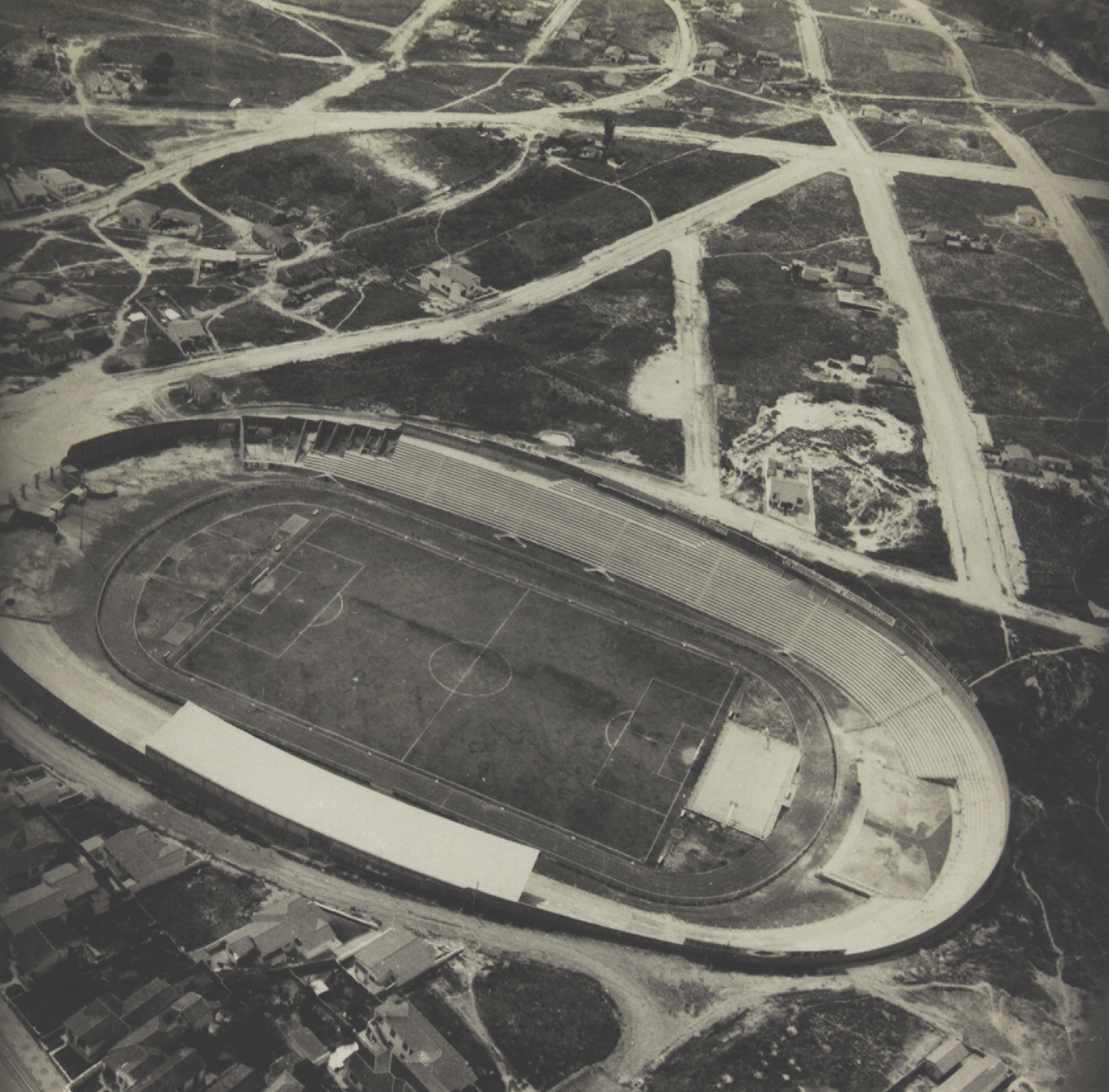
Vista aérea do Majestoso ainda em obras e sem as 2 torres da bela fachada de entrada do estádio.

Oficialmente, o maior público é da derrota por 3 a 1 da Ponte Preta para o São Paulo, em 1 de fevereiro de 1978: 37.274 (34.985 pagantes).

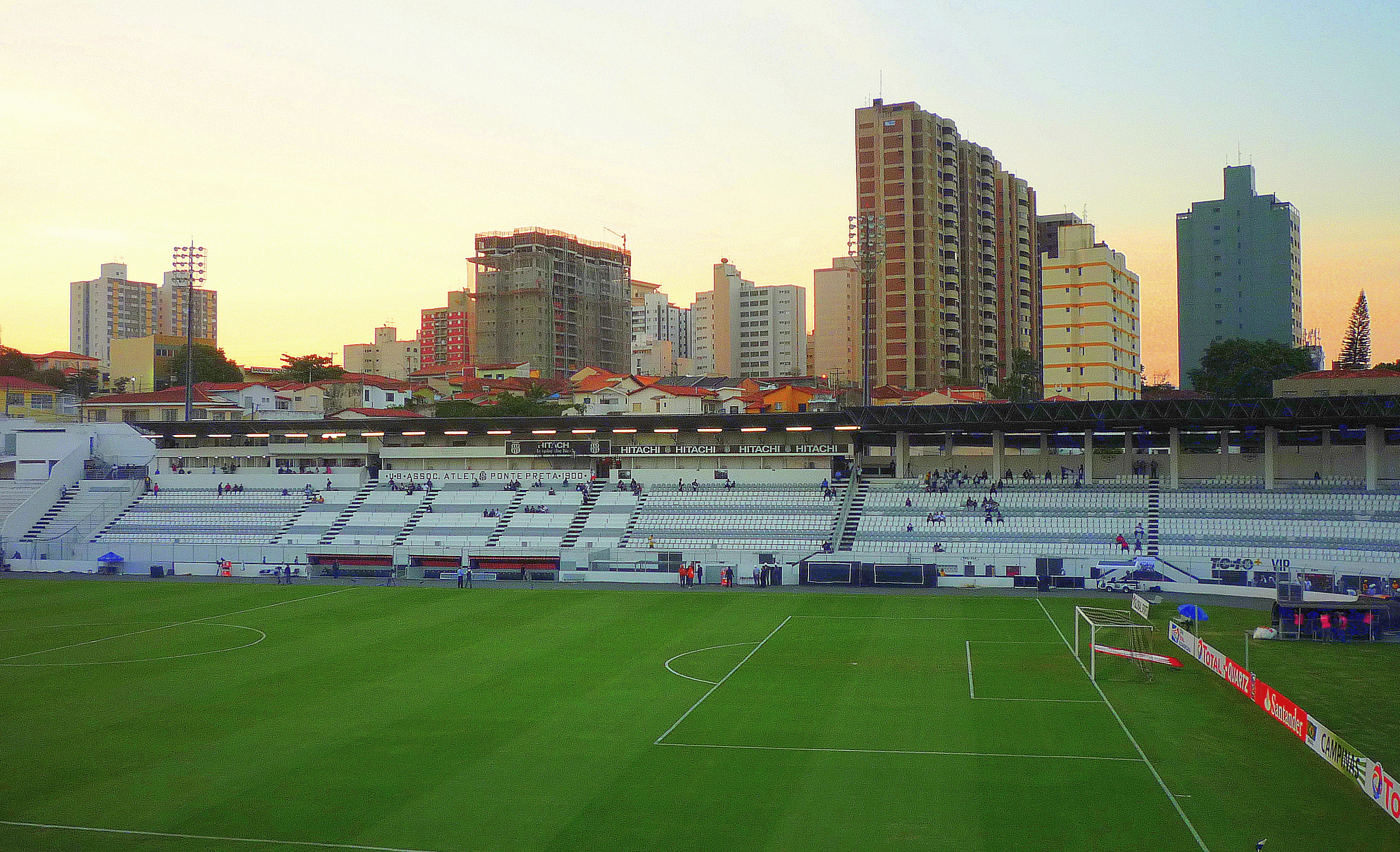
Foi o estádio escolhido para receber a Seleção de Portugal em preparação para a Copa do Mundo de 2014.

É conhecido pelos torcedores do clube como Majestoso, porque sua capacidade quando da inauguração em 1948 era na época a terceira maior do Brasil, perdendo apenas para o Pacaembu, em São Paulo e São Januário, no Rio de Janeiro.
.
O Moisés Lucarelli é um dos poucos estádios do Brasil construídos por seus próprios torcedores e homenageia Moysés Lucarelli (1898-1978), presidente do clube por muitos anos e idealizador do estádio, que angariou fundos entre associados e pessoas da comunidade. Lucarelli não queria ser o patrono do estádio, mas a diretoria aproveitou-se de uma viagem dele à Argentina para colocar seu nome e teve de acatar a homenagem — apesar de o nome do ex-presidente ser grafado com Y, o nome oficial do estádio é grafado com I.
Passou por algumas reformas em 2013, a principal delas foi a criação de um túnel e um vestiário para ser usado pelos adversários, abaixo das arquibancadas dos visitantes, além de reformas nas cabines de imprensa e no sistema de drenagem do gramado. Em 2014 o vestiário foi totalmente personalizado em parceria com a Brahma, com imagens de grandes ídolos da história da Ponte e fotos da torcida alvinegra. O estádio ainda recebeu pequenas modificações para receber os treinos da Seleção de Portugal aberto ao público, em preparação para a Copa do Mundo de 2014. O Moisés tem 66 anos, e hoje é o segundo estádio mais antigo do Estado de São Paulo.

### Arena Ponte Preta
A Nação Pontepretana foi surpreendida em março de 2008 com um projeto visando a construção de um novo Estádio. O local escolhido para a construção é a Cidade Pontepretana, no Jardim Eulina, onde funciona uma unidade social e o Centro de Treinamento da Ponte Preta.
| Dados Oficiais da Arena Ponte Preta |                          |
| Área                                | 86.888 m²                |
| Capacidade                          | 30.028 lugares           |
| Estacionamento                      | 2.502 vagas              |
| Imprensa                            | 25 cabines               |
| Área Construída                     | 113.519 m²               |
| Local                               | Jd. Eulina - Campinas/SP |
| Investimento                        | R$140 milhões            |

O custo do complexo da Arena estava inicialmente estipulado entre R$ 110 e R$ 140 milhões. Os recursos para bancar a construção sairão da venda do Majestoso e também do aporte de investidores. A negociação do Moisés Lucarelli com a Gafisa está orçada em R$ 70 milhões. O pagamento será efetuado em até 14 parcelas. O valor pode ser repassado diretamente para a Contern Construtura, nova parceira do clube na construção da Arena, em substituição a Odebrecht.
Para cobrir os R$ 40 milhões restantes, a Ponte aposta em investimentos. Tanto que o nome da arena será vendido para alguma empresa, a exemplo do que fez o Atlético-PR. O empreendimento irá gerar cerca de 300 empregos diretos. A Macaca também pretende receber futuramente shows e eventos no local. O valor pode subir para até R$ 140 milhões, caso a Ponte resolva abrir para a instalação de um espaço comercial.
O projeto elaborado pela Contern e a e Oswaldo Angelucci Arquitetura segue com exatidão a cartilha da FIFA no tocante a estrutura para atletas e exigências para o conforto da torcida. São ao todo seis andares. Na área dos vestiários, por exemplo, que fica um nível abaixo da arquibancada e meio piso abaixo do gramado, os ônibus das equipes tem acesso exclusivo e a conexão com os espaços sociais da Arena é feita por meio de quatro elevadores, possibilitando acessos exclusivos para dirigentes de equipes rivais, imprensa e funcionários.
Toda a água da Arena é reaproveitada, inclusive a da chuva, para drenagem e irrigação, possibilitando economia de recursos naturais. A cobertura do estádio é de policarbonato translúcido, pois como toda a Arena é coberta (exceto o campo), a luminosidade tem que passar pela cobertura para não prejudicar a grama.
A praça de alimentação tem 1370 metros e há ainda o belíssimo restaurante, ligado à área VIP, camarotes e imprensa, com visão para o campo de um lado e, do outro, televisores e visão da praça da Arena. Haverá ainda uma academia de musculação para o público associado e um centro de convenção de 4 mil metros. “A realização de eventos e feiras irá mobilizar bastante a Arena, pois Campinas não tem outro espaço tão grande para convenções. Também pretendemos fazer um show na Arena a cada um ou dois meses”, prevê Carnielli.

## Rivalidades

### Derby Campineiro

#### História

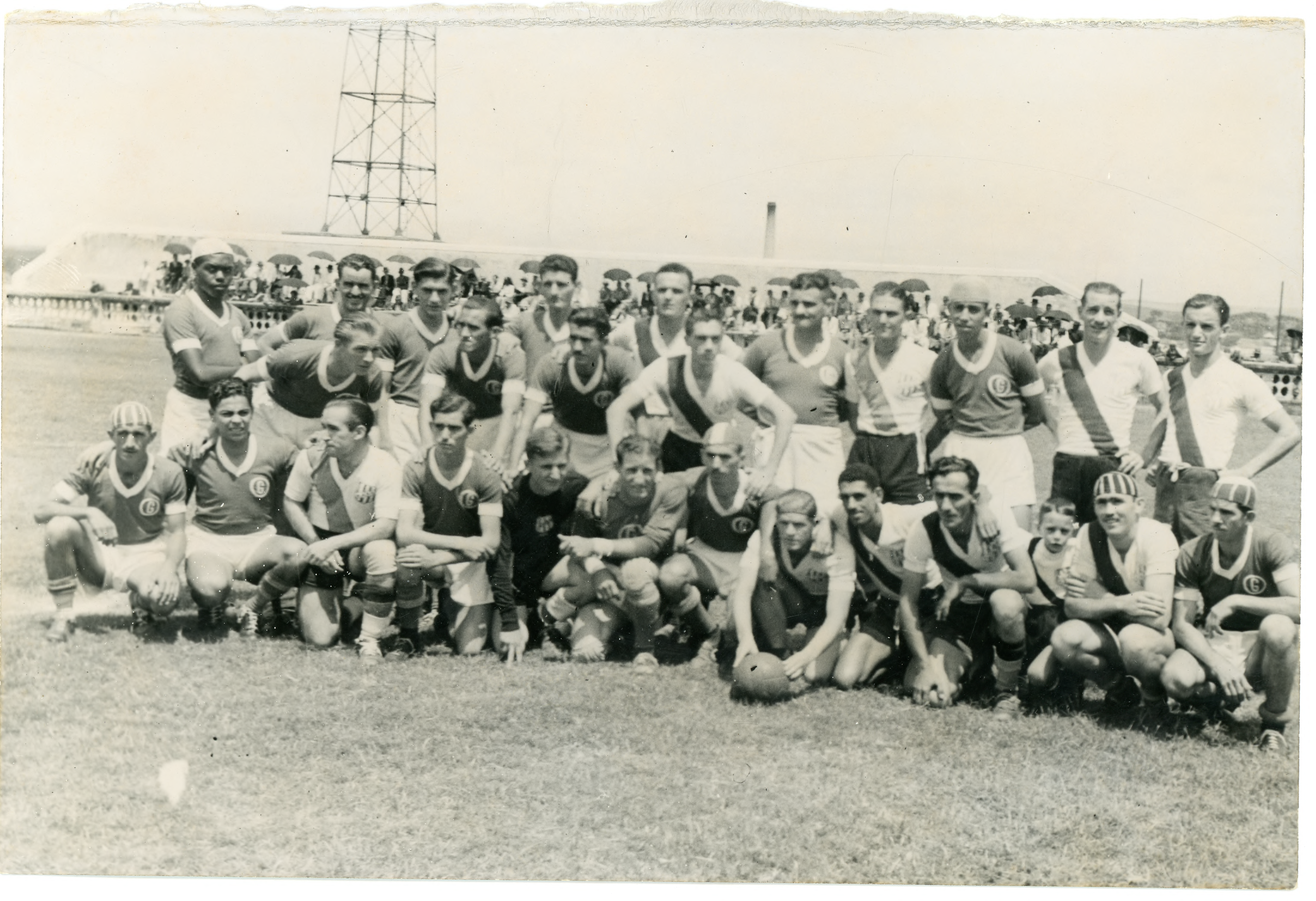
Derby realizado em 1948 no Estádio Cerecamp

O futebol campineiro, que teve como introdutor o escocês Thomaz Scott e seu filho John no Ginásio do Estado (Culto á Ciência), tem no Derby Ponte Preta e Guarani a maior expressão futebolística da cidade.
Sem dúvida não existia rivalidade alguma em 1911, nunca é demais relembrar que apesar de popular, o futebol era totalmente amador, prazer e recreação se misturavam a emoção de uma disputa acirrada, passamos 1911 sem nenhuma possibilidade de rivalidade, em 1912, exatamente em 2 de Março de 1912, Ponte Preta, Guarani e Comercial formaram um combinado local, o Vila Campinas Futebol Clube, esse combinado jogou contra um combinado entre a poderosa equipe do Americano e o do Instituto Cesário Motta.
A peleja foi realizada no campo do Americano, no final empate em dois gols. Antes da rivalidade, Ponte Preta e Guarani formaram até combinados. As escalações foram as seguintes: Vila Campinas: Jinger, Salgado, Benetti, Jacomelli, Camões, Toto, Zeca, Lili, Russo, Miguel e Valter. (Gols de Lili e Russo). Americano-Cesário Motta: Isaac, Leitão, Coriolano, Múcio, Ernesto, Ditinho, Tango, Américo, Accacio, Miloca e Ignácio. (Gols de Miloca).
Não era um fato raro os jogos entre combinados em Campinas entre 1900 até 1910, aliás eram muito comuns, mas com a criação da Liga Campineira Operária de Futebol em abril de 1912, temos Ponte Preta e Guarani lutando pela conquista de um Campeonato, os jogos agora valem a conquista de uma Taça, foram dois os confrontos entre Ponte Preta e Guarani durante o Campeonato da Liga Operária de Futebol, o primeiro no dia 19 de Maio de 1912 no Campo do Hipódromo, vitória da Ponte Preta pelo placar de 2 a 1. O segundo valendo o primeiro título na história da rivalidade, dia 11 de agosto de 1912 e a Ponte venceu pelo placar de 1 a 0 e se sagrou campeã sobre seu maior rival.
Mas, voltamos a história do nascimento da rivalidade, a documentação secundária em jornais e os Arquivos primários pesquisados (Arquivo Câmara Municipal, Arquivo Intermediário da Prefeitura Municipal de Campinas e Arquivo Ferroviário de Jundiaí) indicam o nascimento da rivalidade no confronto de 23 de Agosto de 1914 em Sousas, um simples amistoso foi transformado no início da grande rivalidade, mas temos apenas o começo de um processo, o ponto culminante deste processo se deu em 21 de Maio de 1916, este confronto marca definitivamente a rivalidade entre Ponte Preta e Guarani, se a gritaria já foi grande em 1914, em 1916 tudo foi relembrado com acréscimo, alvinegros e alviverdes nunca mais seriam os mesmos após os anos de 1914 até 1916, na verdade a cidade viu nascer definitivamente em 1916 a maior rivalidade futebolística do interior do Brasil.
A partir de 1916, seria comum nos jornais e nos ofícios mandados pelas duas agremiações para vários lugares da cidade, a grande preocupação com a peleja, tanto Ponte Preta como o Guarani, mesmo sendo totalmente amadores iriam preparar-se como nunca para os confrontos após 1916, rigorosos exercícios, punições pela falta nos treinos, ansiedade, existia já um clima muito competitivo, uma rivalidade que já agitava toda cidade.
Este início de rivalidade entre 1914 a 1916 construiu o que podemos denominar de “espelhos do futebol campineiro“, tanto a Ponte Preta, como o Guarani tentam sempre espelhar-se, visando manter um equilíbrio futebolístico, inúmeros times de futebol campineiros desapareceram, vários eram formados pela elite econômica da cidade, mas os espelhos foram os únicos que atravessaram o século XX e chegaram no III Milênio na elite do futebol brasileiro.
- O primeiro dérbi da história foi disputado em 24 de março de 1912. Seu resultado, segundo pontepretanos, foi de 1 a 0 para a Ponte, embora os bugrinos afirmem ter sido empate por 1 a 1, ambas as afirmações sem comprovação em fontes da época.
- A primeira final de campeonato entre os dois clubes teve como campeã a Associação Athletica Ponte Preta, no dia 11 de agosto de 1912, pela Liga Operária de Foot-Ball Campineira, campeonato que ganhou 10 títulos no total.
- “O Maior e mais importante derbi de todos os tempos“. Segundo a crônica esportiva e estudiosos do futebol o mais importante derbi campineiro aconteceu em 5 de agosto de 1981, decisão do I Turno do Campeonato Paulista de Futebol de 1981, o vencedor já garantia sua participação na final do Paulistão, além de conquistar o título do I turno.

Ficha Técnica: Ponte Preta 3 x 2 Guarani

Estádio: Moisés Lucarelli

Árbitro: José de Assis Aragão

Público: 21.948 pagantes, 219 menores

Ponte Preta:
Carlos, Toninho Oliveira, Juninho, Nenê, Odirley, Zé Mário, Humberto (Marco Aurélio), Dicá, Osvaldo, Chicão (Jorge Campos) e Serginho .

Técnico: Jair Picerni

Gols da Ponte Preta: Osvaldo , Serginho e Ordiley.
- Em 1980, Ponte e Guarani decidiriam vaga em uma final, em partida válida pelo Campeonato Paulista de 1979. Com trinta mil pontepretanos no Majestoso, a Macaca venceu a partida de ida por 2 a 1. No jogo de volta, nova vitória da Ponte, por 1 a 0, com direito a invasão de gramado por parte da torcida da Ponte. A Macaca iria para a sua terceira final de Paulista, enquanto o rival teria que esperar mais 7 anos para chegar a essa final, pela primeira vez.
- Em 2002, Ponte e Guarani lutavam contra o rebaixamento no Torneio Rio-São Paulo. Em um dérbi na penúltima rodada, quem perdesse, estava fadado ao rebaixamento. Com um jogador a menos, a Ponte segurou o empate no campo adversário, com direito ao goleiro Alexandre Negri defender um pênalti nos descontos da partida. Na semana seguinte, com gol heroico de Orlando aos 42 do segundo tempo, a Ponte despachou o Palmeiras e rebaixou o Guarani.
- Outra decisão no dérbi campineiro aconteceu na semifinal do Campeonato Paulista de Futebol de 2012 no estádio Brinco de Ouro da Princesa, o Guarani venceu a Ponte Preta de virada por um placar de 3 a 1 garantindo vaga na final do campeonato.[84]

#### Registros históricos do clássico
- Em 26 de setembro de 1948, no primeiro dérbi do Estádio Moisés Lucarelli, da Ponte Preta, a Ponte Preta foi derrotada por 1 a 0.
- O primeiro dérbi disputado no estádio Brinco de Ouro da Princesa, do Guarani, a Ponte Preta venceu por 3 a 0.
- A maior sequência de invencibilidade pertence a Ponte Preta, quando a Macaca ficou 16 jogos sem perder para o rival, no período de 1979 a 1984.
- A maior goleada pertence ao Guarani: 6 a 0 em 5 de junho de 1960 (amistoso).
- Na fase do amadorismo durante muitos anos a cidade ficou sem assistir um dérbi. Na década de 20 do século passado houve uma divisão no Campeonato Paulista, a Ponte Preta foi atuar na LAF (Liga Amadora de Futebol) e o Guarani na APEA (Associação Paulista de Esportes Atléticos ), foram quase 7 anos sem dérbi.
- Três pontepretanos marcaram três vezes em um único dérbi e entraram para a história como os maiores goleadores em uma só partida. São eles: Átis, Weldon e o argentino Dario Gigena.[85]
- O maior artilheiro pontepretano em dérbis é o centroavante Cilas (década de 40 do século passado), que marcou 9 gols no clássico.
- O primeiro dérbi transmitido ao vivo por uma emissora de rádio foi no dia 9 de julho de 1939, a rádio PRC-9 (atual Bandeirantes) com o locutor Jolumá Brito transmitiram o empate em dois gols dos times campineiros.
- Até 1939 os jogos eram disputados em 80 minutos , o primeiro derbi com 90 minutos de duração ocorreu no dia 2 de abril de 1939 e a partida acabou empatada em 2 a 2.
- Maior público no Moisés Lucarelli: 31.970 (31.116 pagantes e 854 menores) - Ponte Preta 3 x 1 Guarani, 27 de fevereiro de 1977.
- Maior público no Brinco de Ouro da Princesa: 34.222 (30.552 pagantes) - Guarani 0 x 1 Ponte Preta, 30 de janeiro de 1980.[84]
- Maior público no Pacaembu: 38.948 (35.209 pagantes) - Guarani 2 x 0 Ponte Preta, 3 de junho de 1979.

#### Estatísticas do Dérbi
Atualizado em 03 de julho de 2024.
| Estatísticas do Dérbi Campineiro |                                                                                   |
| Número de jogos                  | 207                                                                               |
| Resultado desconhecido           | 1 (24 de março de 1912, Campo da Vila Industrial)                                 |
| Vitórias da Ponte Preta          | 67                                                                                |
| Derrotas da Ponte Preta          | 70                                                                                |
| Empates                          | 69                                                                                |
| Número de gols                   | 543                                                                               |
| Gols marcados pela Ponte Preta   | 270                                                                               |
| Gols sofridos pela Ponte Preta   | 273                                                                               |
| Maior Invencibilidade            | Ponte Preta - 16 partidas (1979 a 1984).                                          |
| Maior Goleada                    | Guarani 6 x 0 Ponte Preta - 5 de maio de 1960, Estádio Brinco de Ouro. (Amistoso) |
| ** Primeira Partida **           | Ponte Preta 2 x 1 Guarani - 19 de maio de 1912, Estádio do Hipódromo.             |
| Última Partida                   | Ponte Preta 0 x 1 Guarani - 20 de outubro de 2024, Estádio Moisés Lucarelli.      |

- A primeira partida realizada em 24 de março de 1912 no Campo da Vila Industrial, não tem resultado comprovado.

### Outros rivais históricos
Além do dérbi campineiro, a Macaca ainda tem como rivais regionais e estaduais, o XV de Piracicaba, Inter de Limeira, Rio Branco, Bragantino, União Barbarense, Portuguesa, Corinthians, São Caetano, Paulista de Jundiaí e Ituano.
Outro grande rival é o Paulista de Jundiaí, com quem realizou 27 jogos pelo campeonato paulista e possui uma grande vantagem. Outros rivais importantes são da capital paulista: Portuguesa, Corinthians, São Paulo e Palmeiras. Além disso, há rivalidade regional com clubes como Ituano, Rio Branco-SP, Inter de Limeira, União Barbarense, XV de Piracicaba, Bragantino e Mogi Mirim.

## Personalidades

### Torcedores ilustres
- Belchior (Cantor e Compositor)
- Diogo Silva (Lutador)
- Luciano do Valle (Locutor e Radialista)
- Patrícia Maldonado (Jornalista e Apresentadora)
- Zé Neves (Humorista)
- Ricardo Tozzi (Ator)
- Flávio Prado (Jornalista)
- Ana Paula Leme (Modelo e ex panicat)

### Ídolos

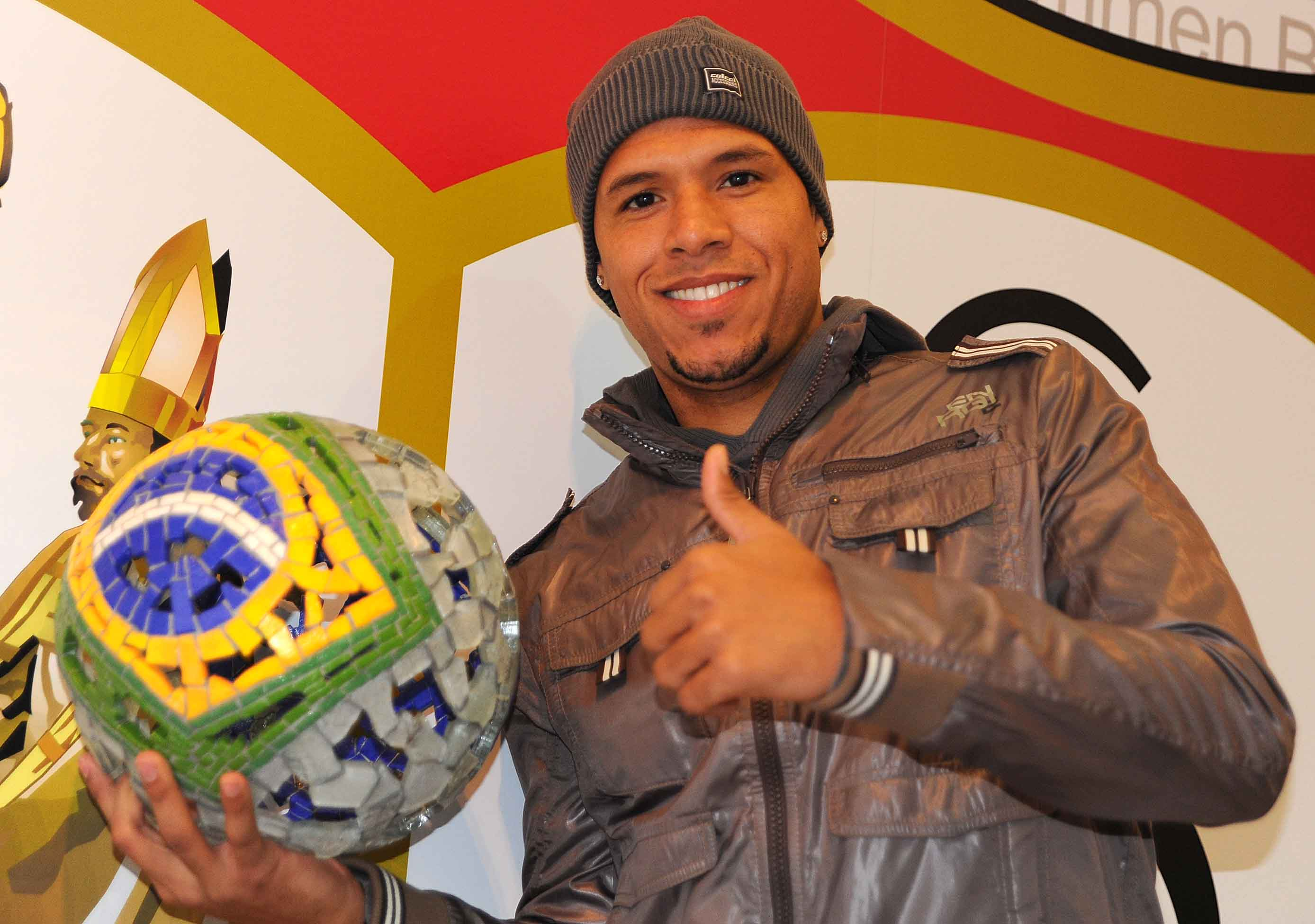
Luís Fabiano é campineiro e foi revelado pela Macaca, jogou pelo clube de 1998 a 2000.

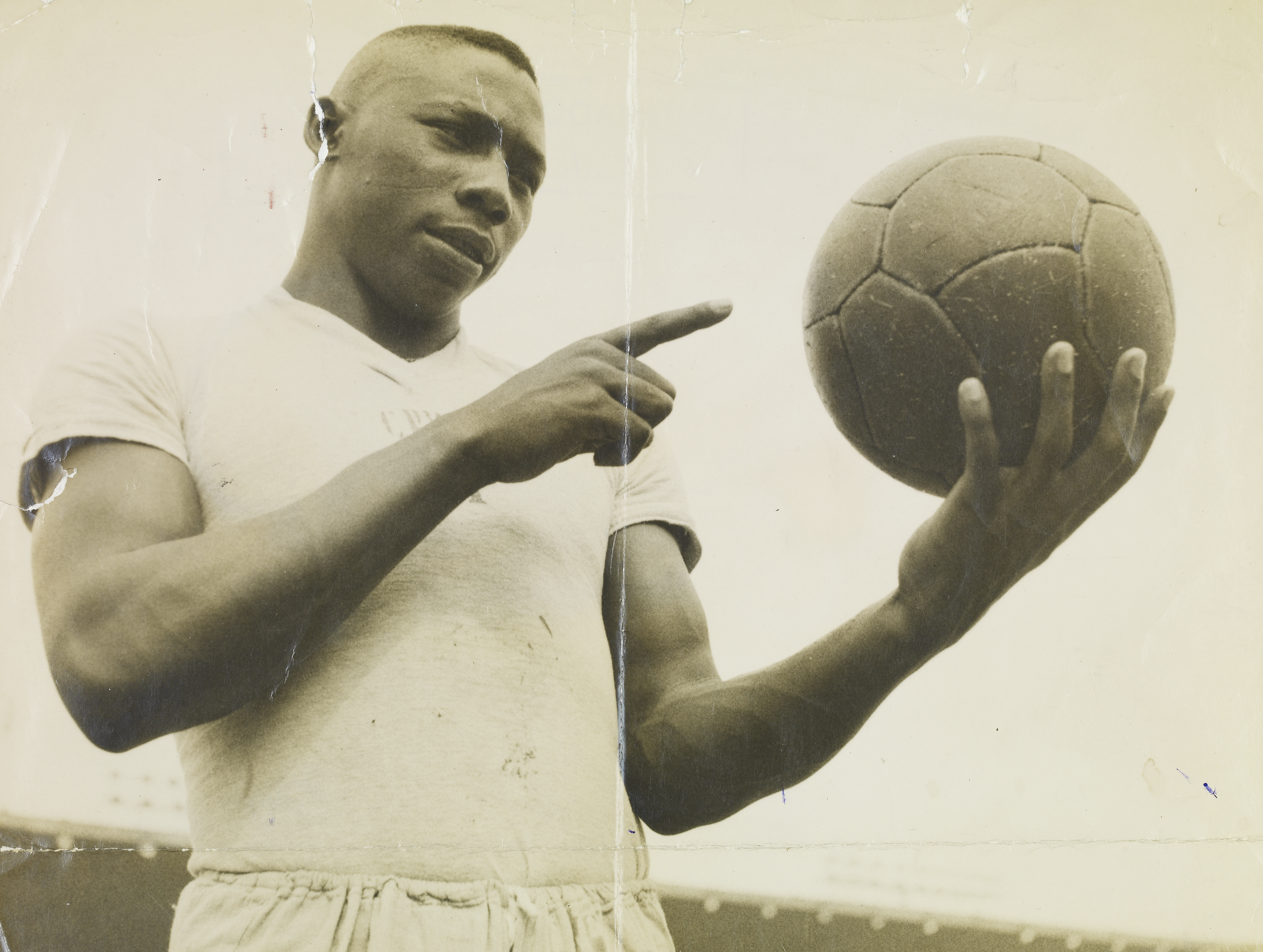
Sabará grande centroavante revelado pela Ponte no início da década de 50.

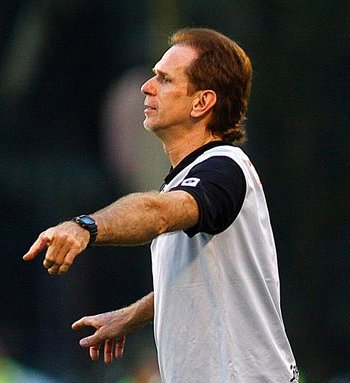
Sérgio Guedes foi goleiro e treinador da Ponte Preta.

A história da Ponte Preta é recheada de grandes jogadores, muitos com passagens pela Seleção Brasileira e equipes do futebol europeu. Grandes nomes foram revelados na Macaca e alguns só tiveram projeção no futebol nacional depois que passaram pelo clube campineiro.

Dentre os inúmeros craques que vestiram a camisa da Ponte Preta, destacam-se:
- Bruninho, zagueiro que começou sua carreira nas categorias de base da Macaca e defendeu o manto alvinegro por 17 anos, entre 1942 a 1959. Ele é o segundo atleta que mais atuou com a camisa alvinegra no total de 570 jogos e o sexto que mais balançou as redes pelo clube, marcando 75 gols.
- Ciasca, entre 1951 e 1960, Rinaldo Ciasca defendeu com dedicação o arco da “Macaca” campineira, dono de defesa espetaculares e amante da música clássica, no período em que jogou em Campinas o goleiro ficou conhecido como o rei dos pênaltis. Em um único Campeonato Paulista, em 1955, ele defendeu 16 pênaltis de 22 possíveis.
- Dicá, meia talentoso e exímio cobrador de faltas, considerado o melhor jogador da Ponte de todos os tempos.
- Carlos, goleiro do Brasil nas Copas do Mundo de 1978, 1982 e 1986. Também ganhou o prêmio Bola de Prata como melhor goleiro do Campeonato Brasileiro em 1980 e 1982.
- Oscar, zagueiro do Brasil nas Copas de 1978, 1982 e 1986. Vencedor da Bola de Prata em 1977.
- Polozzi, zagueiro do Brasil na Copa de 1978. Recebeu o prêmio de melhor zagueiro do Campeonato Brasileiro em 1977.
- Juninho, zagueiro do Brasil na Copa de 1982 e melhor zagueiro do Campeonato Brasileiro de 1982 conquistando o prêmio Bola de Prata.
- Waldir Peres, goleiro do Brasil nas Copas do Mundo de 1974, 78 e 82. É o arqueiro com menor média de gols sofridos na seleção brasileira entre os que atuaram em Copas do Mundo.
- Odirlei, um dos melhores laterais que passaram pela Macaca. Jogou na Ponte entre 1976 e 1982 e fez parte do grande time 3 vezes vice-campeão Paulista. Também venceu o prêmio Bola de Prata do Campeonato Brasileiro em 1978.
- Dadá Maravilha, campeão com a Seleção Brasileira na Copa de 1970, Dario José dos Santos mais conhecido como "Dadá Maravilha" ficou conhecido pelos seus gols e por suas frases inconfundíveis. Em 1978, Dadá vestiu a camisa da Ponte Preta naquele grande time do final da década de 70.
- Washington, centroavante do Brasil na Copa das Confederações de 2001, artilheiro do Campeonato Paulista de 2001, Copa do Brasil de 2001 e Campeonato Brasileiro de 2004 (o maior artilheiro em uma só edição do certame).
- Luis Fabiano, atacante artilheiro da Copa das Confederações FIFA de 2009,[87] campeão da Copa América de 2004, Copa das Confederações de 2009 e Superclássico das Américas de 2012 pela Seleção Brasileira, vindo a disputar também a Copa do Mundo de 2010. Iniciou sua carreira profissional na Ponte Preta, onde jogou por 2 temporadas. Com o preço fixado em 40 milhões de Euros pela diretoria do clube espanhol que atuou entre 2005 e 2011, o Sevilla, trata-se do atleta mais caro já revelado pela Ponte Preta..
- Elias, meia (também atua como volante) que veio do Juventus da Móoca e foi vice-campeão paulista em 2008 pela "Macaca", marcando 5 gols na boa campanha do time naquele ano. Mais tarde, brilhou também no Corinthians. Chegou a ser convocado em algumas oportunidades para a Seleção Brasileira pelo técnico Mano Menezes, com quem trabalhou no time da capital paulista.

### Outros jogadores com passagens pela Seleção Brasileira
Seleção principal: 
- Sérgio Guedes
- André Cruz
- Fábio Luciano
- Mineiro
- Nenê
- Alexandre Fávaro
- Edson

Seleção Olímpica, Sub-21: 
- Claudinho
- Alexandre Negri
- João Brigatti
- Gabriel
- Ivan
- Vinicius Zanocelo

### Técnicos recentes
| Nacionalidade | Nome                      | Período   |
| ------------- | ------------------------- | --------- |
| Brasil        | Gilson Kleina             | 2011-2012 |
| Brasil        | Guto Ferreira             | 2012-2013 |
| Brasil        | Paulo César Carpegiani    | 2013      |
| Brasil        | Jorginho                  | 2013      |
| Brasil        | Sidney Moraes             | 2014      |
| Brasil        | Vadão                     | 2014      |
| Brasil        | Dado Cavalcanti           | 2014      |
| Brasil        | Guto Ferreira             | 2014-2015 |
| Brasil        | Doriva                    | 2015      |
| Brasil        | Felipe Moreira (interino) | 2015      |
| Brasil        | Vinícius Eutrópio         | 2016      |
| Brasil        | Felipe Moreira (interino) | 2015      |
| Brasil        | Alexandre Gallo           | 2016      |
| Brasil        | Eduardo Baptista          | 2016      |
| Brasil        | Felipe Moreira            | 2017      |
| Brasil        | João Brigatti (interino)  | 2017      |
| Brasil        | Gilson Kleina             | 2017      |
| Brasil        | Eduardo Baptista          | 2017-2018 |
| Brasil        | João Brigatti             | 2018      |
| Brasil        | Marcelo Chamusca          | 2018      |
| Brasil        | Gilson Kleina             | 2018      |
| Brasil        | Mazola Júnior             | 2019      |
| Brasil        | Jorginho                  | 2019      |
| Brasil        | Gilson Kleina             | 2019      |
| Brasil        | João Brigatti             | 2020      |
| Brasil        | Marcelo Oliveira          | 2020      |
| Brasil        | Fábio Moreno              | 2020-2021 |
| Brasil        | Gilson Kleina             | 2021-2022 |
| Brasil        | Hélio dos Anjos           | 2022-2023 |
| Brasil        | Felipe Moreira            | 2023      |
| Brasil        | Pintado                   | 2023      |
| Brasil        | João Brigatti             | 2023      |

### Técnicos que mais comandaram
O Ranking dos 10 técnicos que mais comandaram a Ponte na história do clube:
| Posição | Nome              | Jogos     |
| ------- | ----------------- | --------- |
| 1°      | Cilinho           | 348 jogos |
| 2°      | Nico              | 261 jogos |
| 3°      | Zé Duarte         | 245 jogos |
| 4°      | Gilson Kleina     | 232 jogos |
| 5°      | Marco Aurélio     | 157 jogos |
| 6°      | Jair Picerni      | 140 jogos |
| 7°      | Moacyr de Moraes  | 140 jogos |
| 8°      | José Agnelli      | 134 jogos |
| 9°      | Vadão             | 129 jogos |
| 10°     | Nelsinho Baptista | 116 jogos |

### Presidentes
| Nacionalidade | Nome                              | Período     |
| ------------- | --------------------------------- | ----------- |
| Brasil        | Pedro Vieira da Silva             | 1900 a 1910 |
| Brasil        | Pedro Vieira da Silva             | 1910 a 1920 |
| Brasil        | José Rodrigues                    | 1910 a 1920 |
| Brasil        | Dante Pêra                        | 1910 a 1920 |
| Brasil        | Pedro de Alcântara                | 1910 a 1920 |
| Brasil        | Carloz Pilz                       | 1920 a 1930 |
| Brasil        | Alcântara, Rodrigues e Cardoso    | 1920 a 1930 |
| Brasil        | Alberto Pinheiro                  | 1920 a 1930 |
| Brasil        | Duílio Pompeo                     | 1920 a 1930 |
| Brasil        | José Teodoro Siqueira e Silva     | 1920 a 1930 |
| Brasil        | Gomide e Dias Porto               | 1920 a 1930 |
| Brasil        | Pinheiro e Penido Burnier         | 1920 a 1930 |
| Brasil        | Waldemar Rangel Belfort de Mattos | 1920 a 1930 |
| Brasil        | Andrade e Ariani                  | 1920 a 1930 |
| Brasil        | Cortes de Barros                  | 1930 a 1940 |
| Brasil        | Luiz Ricardo Schreiner            | 1930 a 1940 |
| Brasil        | Francisco Ursaia                  | 1930 a 1940 |
| Brasil        | Pedro Pinheiro                    | 1930 a 1940 |
| Brasil        | Paulino Moregola                  | 1940 a 1950 |
| Brasil        | José Cantúsio                     | 1940 a 1950 |
| Brasil        | José de Angelis                   | 1940 a 1950 |
| Brasil        | Ayrton José do Coutoo             | 1940 a 1950 |
| Brasil        | Marinho Ferreira Jorge            | 1950 a 1960 |
| Brasil        | Olympio Dias Porto                | 1950 a 1960 |
| Brasil        | Arnaldo Nunes Tubino              | 1950 a 1960 |
| Brasil        | Ralpho Fonseca Ribeiro            | 1950 a 1960 |
| Brasil        | José Cantúsio                     | 1950 a 1960 |
| Brasil        | Irmante Lucarelli                 | 1950 a 1960 |
| Brasil        | Hamleto Di Giulio                 | 1950 a 1960 |
| Brasil        | Vicente Mutto                     | 1950 a 1960 |
| Brasil        | Elysio Ferreira Linhares          | 1950 a 1960 |
| Brasil        | Olindo Rondino                    | 1960 a 1970 |
| Brasil        | Antonio Mingone                   | 1960 a 1970 |
| Brasil        | Natal Gabetta/Bernardo Kaplan     | 1960 a 1970 |
| Brasil        | Sandro Ferraris/Antonio Garutti   | 1960 a 1970 |
| Brasil        | Mathias José de Barros Ponikwar   | 1960 a 1970 |
| Brasil        | Ralpho Fonseca Ribeiro            | 1960 a 1970 |
| Brasil        | Sérgio José Abdalla               | 1960 a 1970 |
| Brasil        | Rodolpho Pettená                  | 1970 a 1980 |
| Brasil        | Lauro de Moraes Filho             | 1970 a 1980 |
| Brasil        | Edson Ággio                       | 1970 a 1980 |
| Brasil        | Antonio C. Corsini                | 1980 a 1990 |
| Brasil        | Marcos Garcia Costao              | 1980 a 1990 |
| Brasil        | Carlos Luiz Vacchiano             | 1980 a 1990 |
| Brasil        | Gilman José Jorge Farah           | 1990 a 2000 |
| Brasil        | Marco Antonio Nassif Abi Chedid   | 1990 a 2000 |
| Brasil        | Pedro Antonio Chaib               | 1990 a 2000 |
| Brasil        | Nivaldo Baldo                     | 1990 a 2000 |
| Brasil        | Sergio Carnielli                  | 2000 a 2010 |
| Brasil        | Márcio Della Volpe                | 2010 a 2014 |
| Brasil        | Vanderlei Pereira                 | 2014 a 2018 |
| Brasil        | José Armando Abdalla Junior       | 2018 a 2019 |
| Brasil        | Sebastião Arcanjo                 | 2019 a 2022 |
| Brasil        | Marco Antonio Eberlim             | 2022 a 2025 |

## Símbolos

### Escudo
| Evolução do Escudo da Associação Atlética Ponte Preta | Evolução do Escudo da Associação Atlética Ponte Preta | Evolução do Escudo da Associação Atlética Ponte Preta | Evolução do Escudo da Associação Atlética Ponte Preta | Evolução do Escudo da Associação Atlética Ponte Preta | Evolução do Escudo da Associação Atlética Ponte Preta |
| 1900                                                  | 1908                                                  | 1928                                                  | 1929                                                  | 1956                                                  | 1972                                                  |
| 1977                                                  | 1980                                                  | 1995                                                  | 1996                                                  | 2000                                                  | 2004                                                  |
| ----------------------------------------------------- | ----------------------------------------------------- | ----------------------------------------------------- | ----------------------------------------------------- | ----------------------------------------------------- | ----------------------------------------------------- |

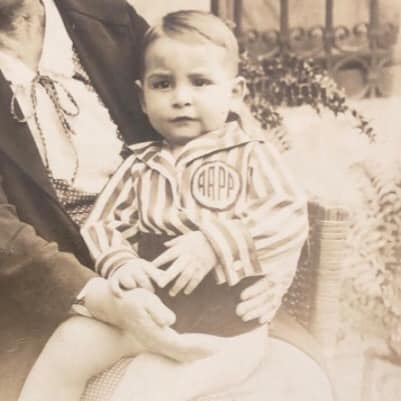
Eduardo, filho de Olímpio Dias Porto, em 1934, vestindo um uniforme com o primeiro escudo da Ponte Preta.

O design do primeiro escudo da Ponte Preta era bastante simples, consistindo em um círculo preto com as iniciais "AAPP" no centro, representando o nome do clube. Esse formato básico permaneceu por muitos anos como símbolo do clube.
O escudo tradicional da Ponte Preta foi criado em 1908 por João Burghi, um dos patronos do clube. Ele foi inspirado nos escudos de times alemães do início do século XX, especialmente das regiões de Hamburgo e Berlim. O modelo trazia o ano de "1900" no topo, em referência ao ano de fundação do clube, e também o nome da cidade de Campinas na parte inferior.
Em 1928, foi adotado um escudo com duas letras "Ps" sobrepostas e duas letras "As" no canto superior esquerdo dentro do brasão. Esse design foi reutilizado em algumas ocasiões, como na camisa retrô de goleiro de 2023 e também no terceiro uniforme de 2024, em comemoração ao 124º aniversário do clube.
Em 1929, foi introduzido um escudo com o mesmo formato clássico, mas com as letras "PP" no centro, sem as letras tradicionais "AAPP".
Em 1956, a data de fundação foi exibida de forma completa (dia, mês e ano), ainda acompanhada do nome "Campinas" abaixo do escudo.
Nas temporadas de 1972 e 1973, o escudo foi inserido dentro de um círculo com gomos, representando uma bola de futebol. Além disso, a data de fundação e o nome da cidade foram deslocados para as laterais do escudo. Essa foi a única vez na história que a Ponte Preta utilizou esse modelo, que apresentava uma modificação significativa com a inclusão da bola.

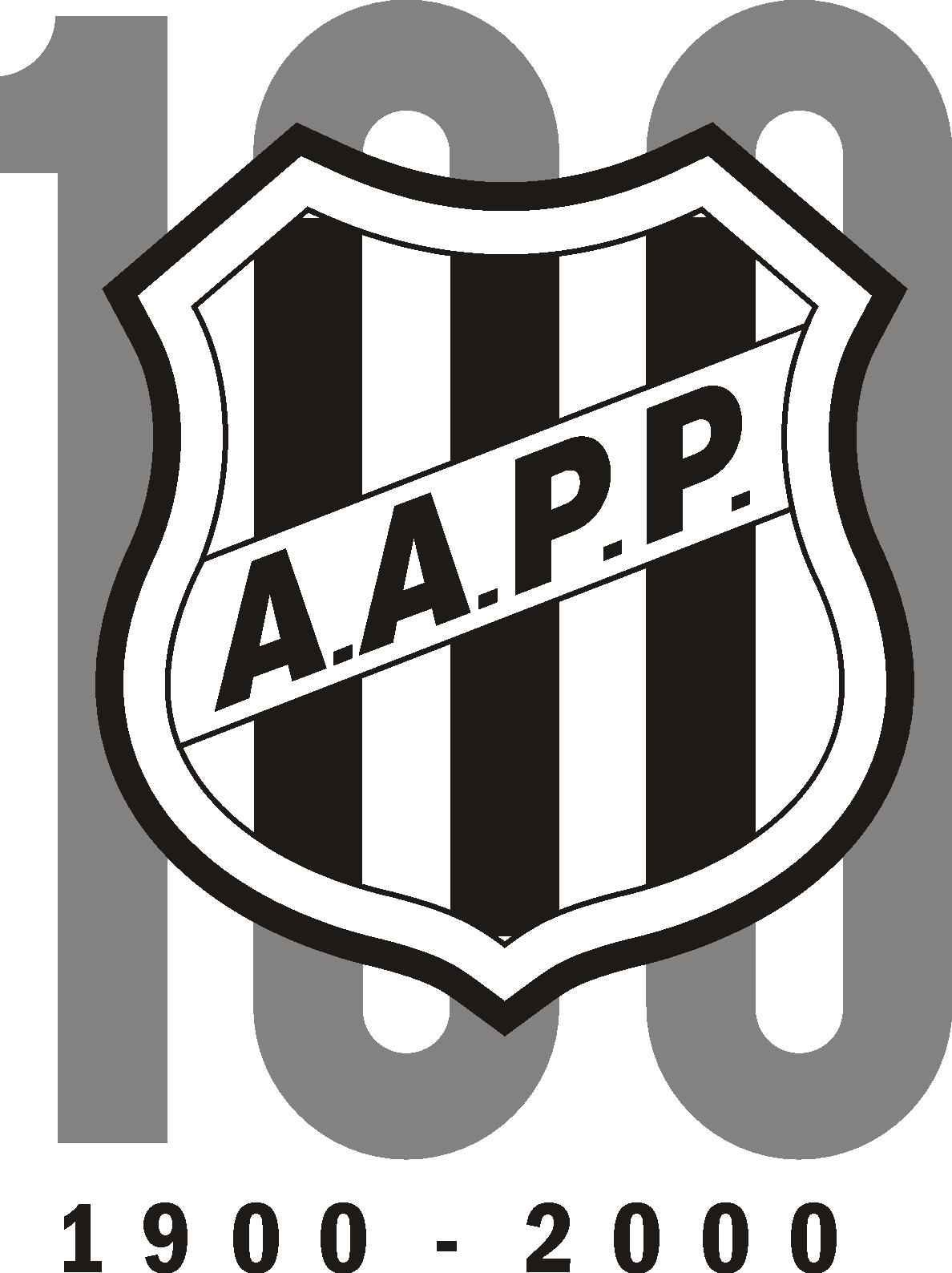
Escudo comemorativo no centenário do clube.

Uma curiosidade sobre o escudo de 1995 é que o uniforme, fornecido pela Dell'Erba e patrocinado pela Singer, apresentou modificações significativas. As iniciais "AAPP" foram substituídas por "Ponte Preta", e um círculo com a inscrição "O primeiro clube de futebol do Brasil" foi adicionado abaixo de uma faixa com a data de fundação. Esse uniforme, utilizado no segundo semestre de 1995, é considerado um item raro de colecionador. Já na temporada de 1996, com a fornecedora Amddma, o clube manteve o escudo com "Ponte Preta" no lugar de "AAPP", mas retirou o círculo com a inscrição e a faixa.
Durante as comemorações do centenário, no ano de 2000, foi criado um escudo comemorativo, que consistia no escudo clássico com o número 100 em destaque, simbolizando os 100 anos de história do clube. No entanto, esse escudo não foi utilizado nos uniformes daquela temporada. Em seu lugar, o clube adotou o escudo clássico, com a inscrição '100 anos' bordada na parte inferior.
Em 2004, o escudo passou a exibir novamente a data completa de fundação, "11.08.1900", agora de maneira definitiva e sem a menção à cidade. Esse formato permanece em uso até os dias atuais.
Ao longo da história, o escudo manteve suas características essenciais, passando por ajustes sutis, com raros momentos de alterações significativas. Entre as modificações, destacam-se a adição ou remoção de uma borda extra, a reestilização da tipografia das letras 'AAPP' e a variação na espessura das linhas internas. Em alguns períodos, o escudo apareceu sozinho no uniforme, mas, em boa parte do tempo, esteve acompanhado, seja pelo ano de fundação do clube, '1900', pela data completa de fundação, ou até mesmo pelo nome da cidade de Campinas. Além disso, os escudos também surgiram em algumas versões com o formato negativo de cores, no qual o branco substituía o preto e o preto substituía o branco, especialmente em segundos uniformes.

### Mascote

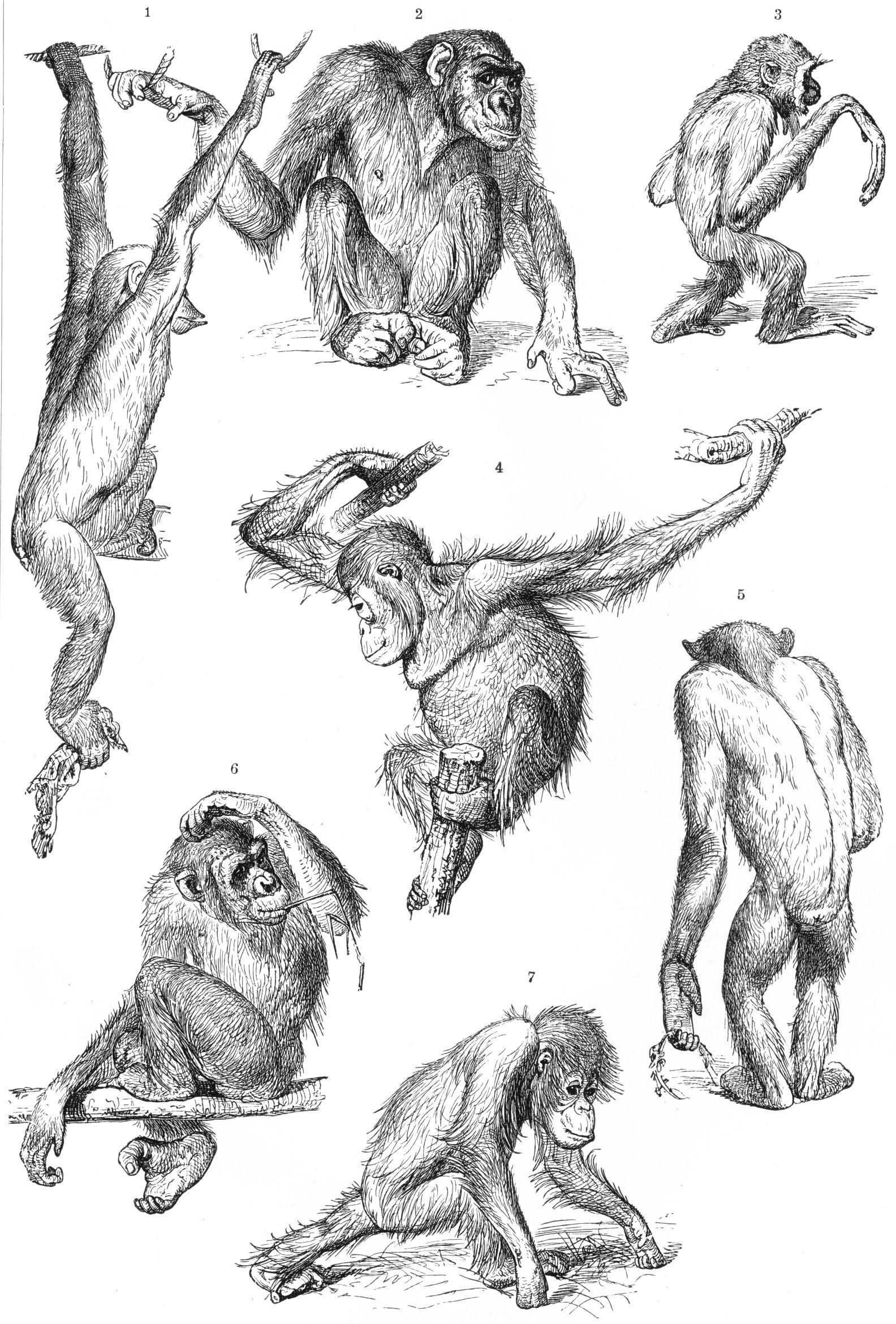
O apelido é utilizado no feminino pois se trata da Associação Atlética, substantivo feminino. Os torcedores se auto-intitulam como Macacos.

A Macaca, foi adotada como mascote em 1942, não só por ser diferente dos mascotes mais comuns entre equipes esportivas, como também em decorrência de fatos históricos envolvendo racismo de torcedores rivais. Além disso, é um personagem que desperta simpatia e identificação tanto entre adultos quanto entre crianças.
O sucesso da Macaca é tanto que surgiram diversas aplicações em chaveiros, adesivos, camisetas, etc. Além da Mascote Oficial, a torcida também começou a brincar com a ideia de um segundo mascote: o Gorila, que traduz a força do torcedor alvinegro. Nos anos 2000, a Ponte Preta também adotou o gorila como símbolo da torcida.

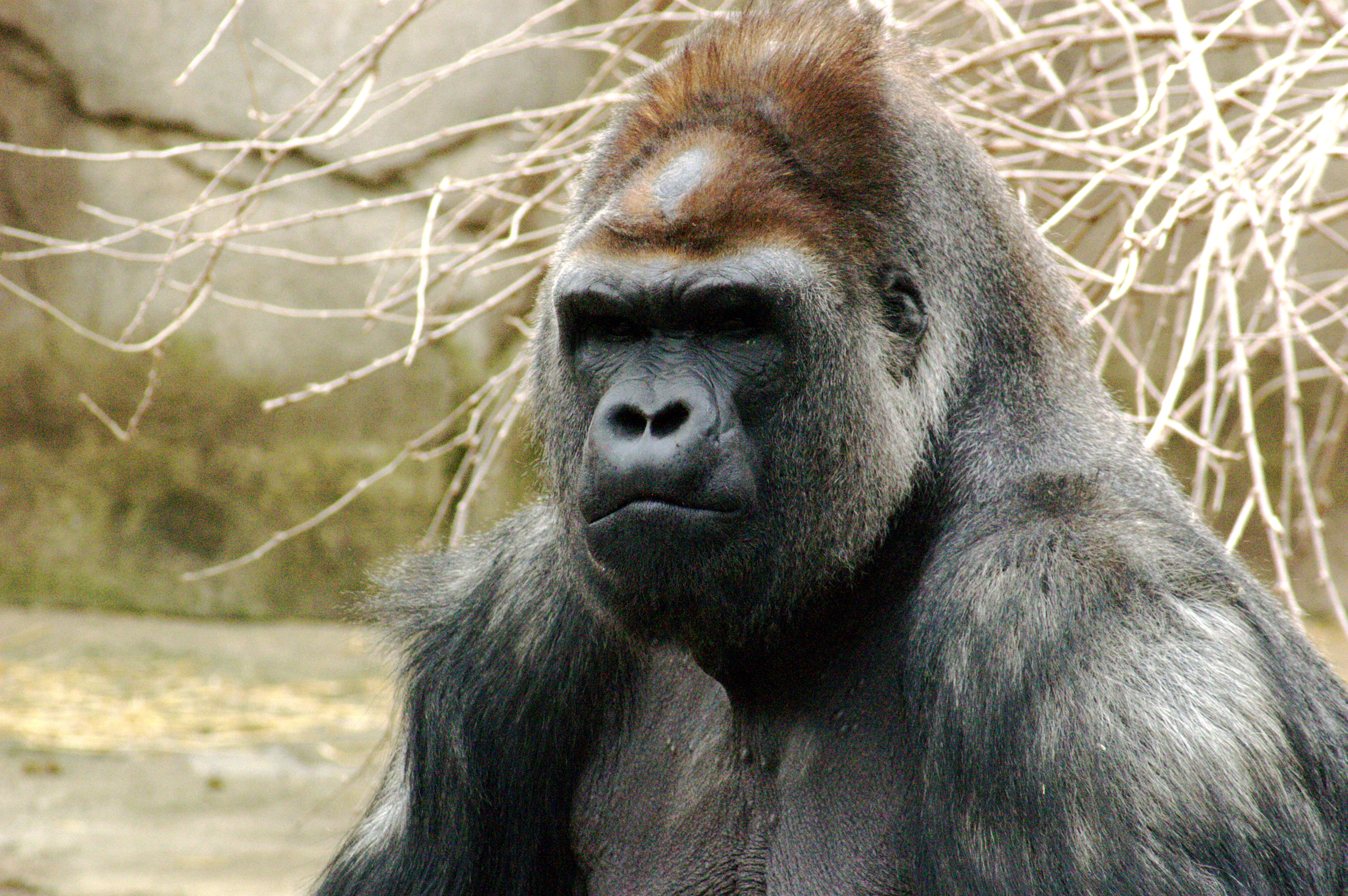
O Gorila também foi adotado como um dos mascotes do clube no começo dos anos 2000.

Seja no campo, na torcida ou em sua diretoria, a Ponte Preta segue um conceito que espera ver amplamente popularizado no mundo: aqui há uma única raça, a raça humana. Além dessa, só aquela que nossos jogadores mostram em campo.
Ao longo do tempo surgiram vários apelidos, movimentos e até torcidas organizadas com nomes ligados ao mascote do time. Urangus, Macacada Reunida, Gorillas do Alambrado, Macacachaça, Macacos do Alambrado, Macacos da Cirrose e Bafú da Macaca. Os filmes Planeta dos Macacos e King Kong também inspiraram a torcida pontepretana, usando os personagens dos filmes para criarem desenhos, camisetas e bandeiras, reafirmando a origem e o orgulho dos torcedores pelo mascote do clube.
No ano de 2015 o marketing do clube divulgou a troca de mascote da macaca para o gorila, o que gerou grande polêmica, principalmente entre os torcedores que eram contra a decisão. O diretor responsável na época Rodolfo Rufeinsen, esclareceu que o mascote oficial continuaria sendo a macaca, apenas mudaram a imagem do clube nos materiais da Federação Paulista de Futebol e CBF e ainda criaram uma família a partir destes personagens com dois filhos, com o propósito de atrair mais crianças e aumentar a identificação com a torcida.

### Hino

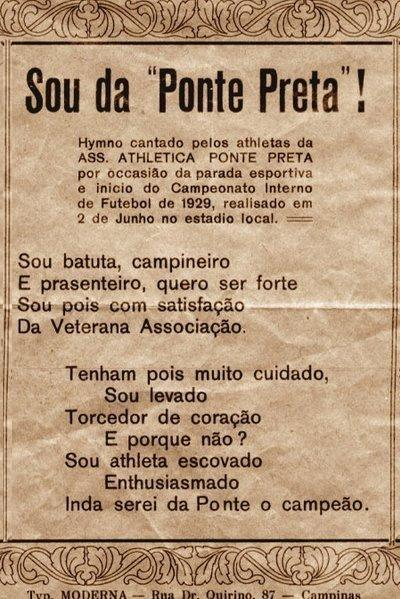
Hino Oficial cantado em 1929.

Voltando ao ano de 1969, durante a gestão do presidente Sérgio José Abdalla, a Ponte é campeã da primeira divisão de São Paulo e tem o direito de disputar em 1970 a divisão especial do futebol paulista, o elenco era oriundo das categorias de base do clube, a média de idade era de 22 anos e dos 25 atletas, apenas três não eram formados no clube. Então em 1970 o time retorna a divisão especial e torna-se uma sensação em todo estado, sagrando-se campeão do primeiro turno e da Taça dos Invictos, foram anos de grande recuperação do prestigio futebolístico e para comemorar o sucesso juntamente com o aníversario do clube, em 1971 é organizado pela diretoria da Ponte Preta um grande concurso para a escolha de um hino oficial para o clube. Foram fixados diversos cartazes, pela cidade a as inscrições realizadas no Departamento de Imprensa do clube no Estádio Moisés Lucarelli. No dia 3 de setembro de 1971 foi realizado o grande concurso no Teatro Castro Mendes, com apresentação da jornalista Bety Rodrigues. Sete músicas foram eleitas finalistas e a que mais agradou a platéia foi "Avante Ponte Preta", de autoria da professora Maria Aparecida Mota Aguiar e interpretada pelo cantor José Américo.
A música chegou a ser escolhida como hino oficial, mas logo após o concurso surgiu uma polêmica envolvendo a letra. Levantou-se a possibilidade de que parte dela seria copiada de uma música de Nélson Gonçalves. A polêmica ganhou enorme repercussão quando o cantor Jair Rodrigues recusou-se a gravar a música após as denúncias do suposto plágio.
Provavelmente em virtude da polêmica, o hino não se popularizou e aos poucos a música "Raça de Campeã" - composta pelo compositor e jornalista Renato Silva para a Torcida Jovem - foi tornando-se popular e, em 1979, tornou-se o hino oficial do clube.

### Uniforme

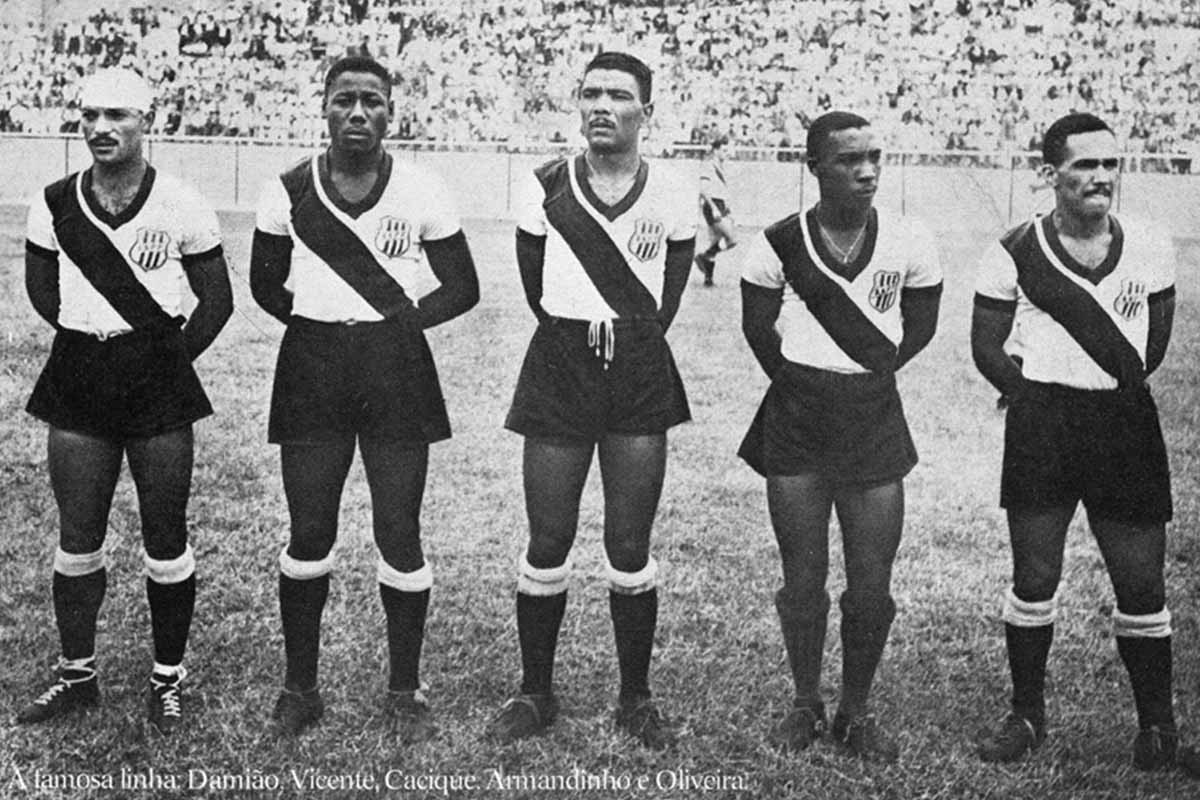
Uniforme com a tradicional faixa transversal em 1940.

O uniforme da Veterana é motivo de curiosidade para muitos torcedores, já que a tradicional faixa transversal raramente era usada nos uniformes de times de futebol.
Na América do Sul o River Plate foi pioneiro e ja usava o modelo com uma faixa no peito desde a sua fundação. Os cariocas garantem que o modelo já era usado pelo Vasco em sua equipe de remo desde a fundação do clube, em 1898. A equipe da Ponte Preta ja havia usado o uniforme com faixa em 1926 e 1940, mas só foi adotado oficialmente em 1944.
Em 1952 a faixa foi definitivamente modificada para a forma atual, da esquerda (parte superior) para a direita (parte inferior). Na década de 60 essa camisa foi trocada pelo uniforme branco, com duas listras pretas do lado esquerdo e voltou a ser usada novamente no início dos anos 70.
Durante as décadas de 70, 80 e 90 o time sempre modificava pequenos detalhes no uniforme, mas permanecia sempre a tradicional faixa transversal no peito e as mesmas cores.
No ano 2000, ano do centenário do clube, foi lançada uma camisa comemorativa que é considerada por muitos uma das mais bonitas da história, sua desenvolvedora e fornecedora foi a Finta. As cores oficiais do uniforme são: camisa branca com faixa transversal preta, calção e meias brancas. O segundo uniforme é uma camisa preta com faixa transversal branca, calção e meias pretas.
Em 2018, a Topper foi anunciada como a nova fornecedora de material esportivo da Ponte Preta. Essa parceria durou até o fim de 2019, quando a Ponte Preta resolveu adotar uma marca própria para fornecer os uniformes. A marca foi batizada como 1900, em referência ao ano de fundação do clube.

#### Uniformes de jogo
- 1º - Camisa branca com faixa preta, calção e meias brancas;
- 2º - Camisa preta com detalhes de amarelo-ouro, calção e meias pretas;

| 1º Uniforme | 2º Uniforme |

#### Uniformes dos goleiros
| 1 | 2 |

### Uniformes de treino
| Jogadores | C. Técnica |

#### Uniformes de outras temporadas
- 2017-18

| 1º Uniforme | 2º Uniforme | 3º Uniforme |

- 2016-17

| 1º Uniforme | 2º Uniforme | 3º Uniforme |

- 2015-16

| 1º Uniforme | 2º Uniforme | 3º Uniforme |

2015 (Adidas)
| 1º Uniforme | 2º Uniforme |

- 2014-15

| 1º Uniforme | 2º Uniforme | 3º Uniforme |

- 2013-14

| 1º Uniforme | 2º Uniforme | 3º Uniforme |

- 2012 (Pulse)

| 1º Uniforme | 2º Uniforme | 3º Uniforme |  |

- 2011 (Mega Sport)

| 1º Uniforme | 2º Uniforme |  |

- 2010

| 1º Uniforme | 2º Uniforme |  |

- 2009 (Lotto)

| 1º Uniforme | 2º Uniforme | 3º Uniforme |  |

- 2009 (Champs)

| 1º Uniforme | 2º Uniforme | 3º Uniforme |  |

- 2008 (Diadora)

| 1º Uniforme | 2º Uniforme |  |

## Estrutura

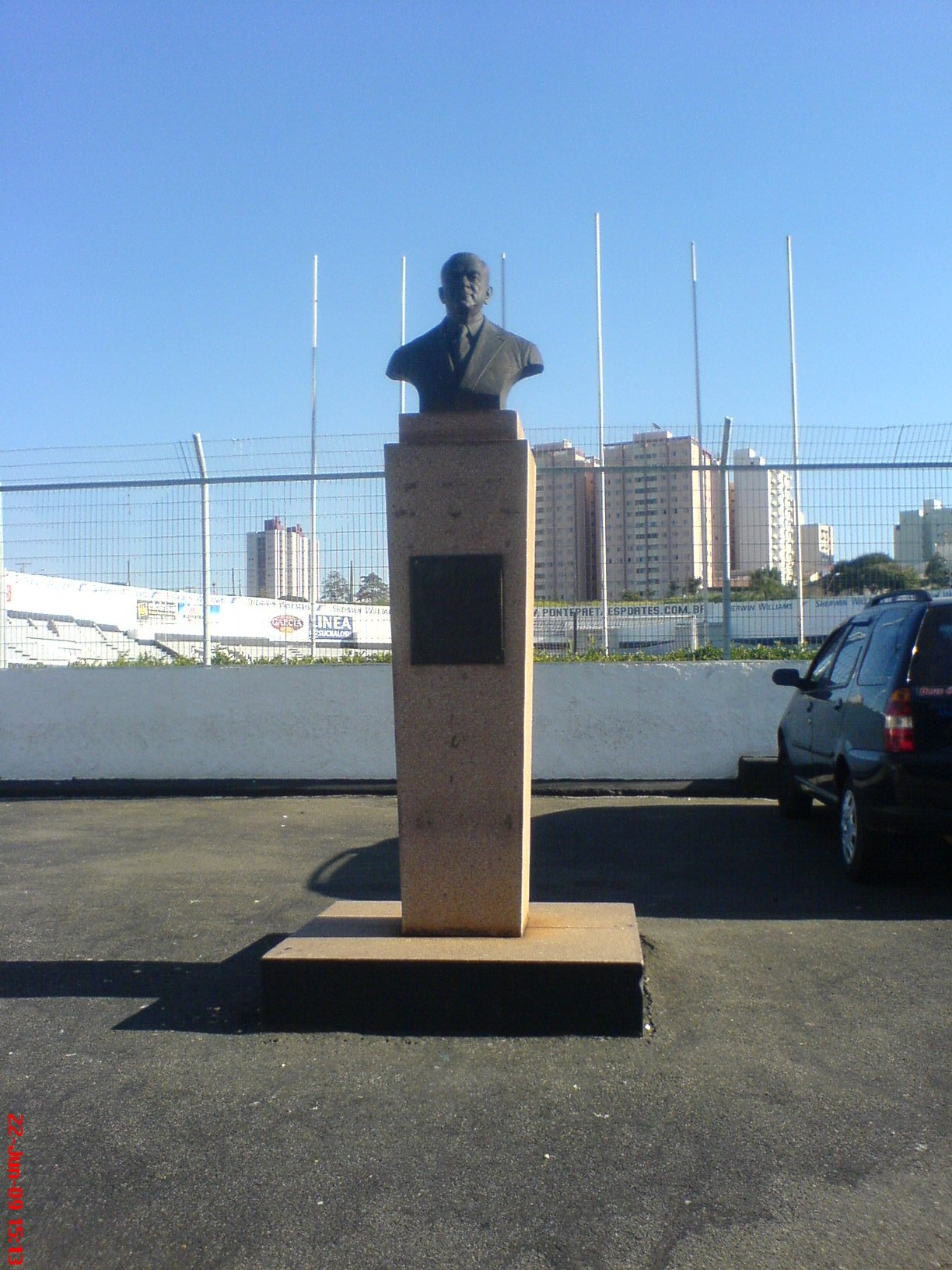
Busto de Moysés, localizado na entrada do estádio. Foi inaugurado dia 11 de agosto de 1960 e feito pelo escultor Lelio Coluccini.

O patrimônio da Ponte Preta não se resume ao Estádio Moisés Lucarelli. São 2 Lojas Oficiais, 26 Franquias de Escolinhas de Futebol e o Recanto da Macaca usado pelas categorias de base.
O clube foi o primeiro time do Brasil a lançar o projeto de franquias de escolas de futebol e obter o selo da Associação Brasileira de Franchising.
Além disso possui o Instituto de Medicina e Avaliação da Performance (IMAP), para recuperação de atletas profissionais e amadores, um investimento de mais de R$ 1,3 milhões que busca a excelência no tratamento e conta com oito departamentos (Medicina Esportiva, Fisioterapia, Fisiologia, Preparação Física, Nutrição, Psicologia, Estatística e Odontologia).
O clube possui ainda duas unidades poliesportivas, a Cidade Pontepretana onde fica também o CT da Macaca, e a Unidade Paineiras. As unidades contam com as seguintes instalações esportivas e recreativas:
- Conjunto de Piscinas;
- Quadras de Tênis, Basquete, Voleibol e Futebol de Salão;
- Campos de Futebol Society e Oficial;
- Campos de Bocha;
- Sala de Musculação;
- Saunas (masculina e feminina);
- Quiosques e Playground;
- Churrasqueiras;
- Restaurante e Bar;

### Cidade Pontepretana

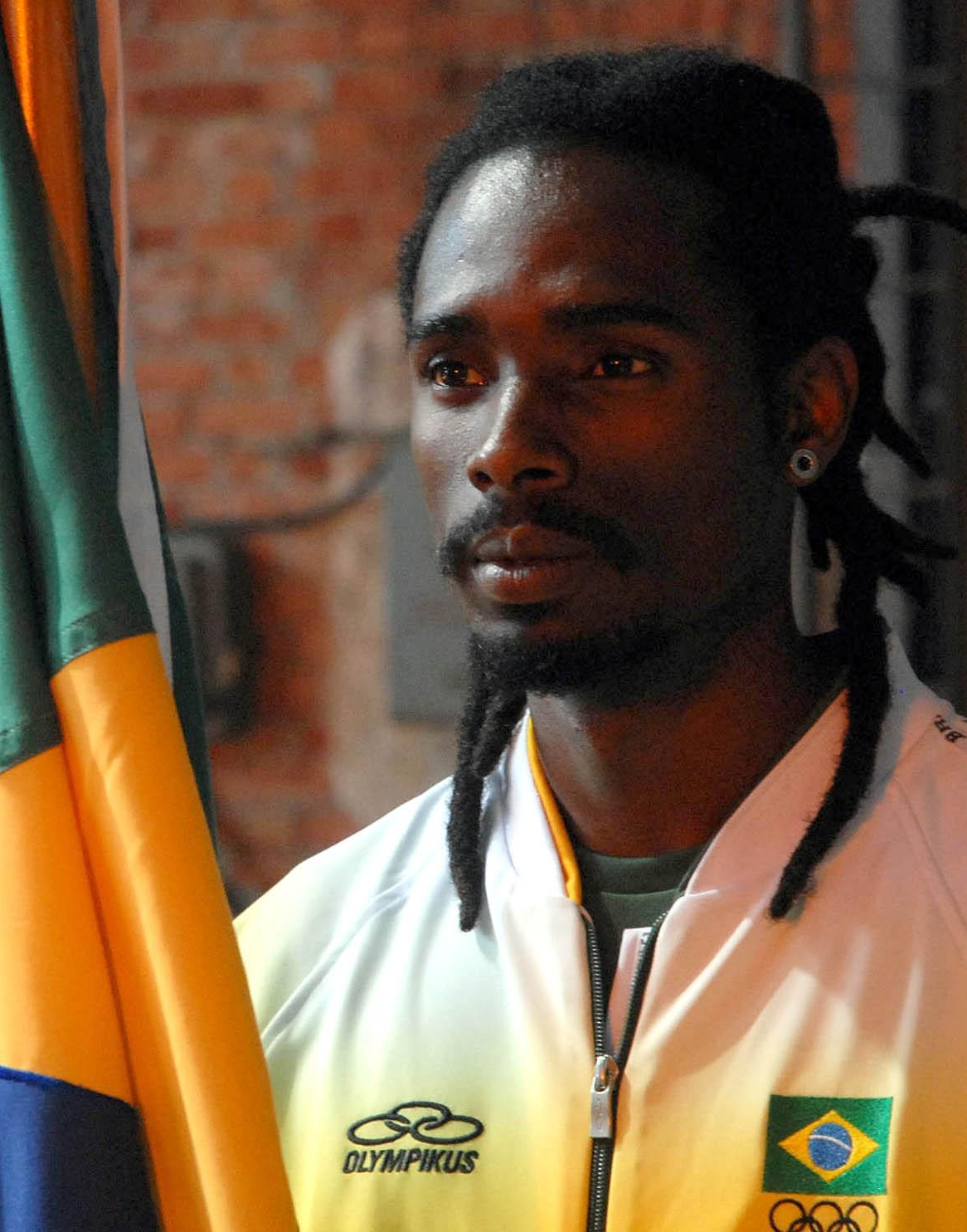
Diogo Silva, um dos maiores lutadores de Taekwondo no Brasil defendeu a Ponte como atleta dos 16 aos 22 anos. Também se declara como torcedor da macaca.

Construído em uma área da Cidade Pontepretana, no Jardim Eulina, o Centro de Treinamento da Ponte Preta é moderno e funcional, com dois campos oficiais, salas de musculação, massagens, fisioterapia, fisiologia e nutrição, além de vestiários para a equipe profissional, visitantes e árbitro.
Outras Modalidades:
- Ginástica localizada
- Musculação
- Aeroboxe
- Hidroginástica
- Karatê
- Natação
- Taekwondo

O Centro de Treinamento foi totalmente reformado para receber a Seleção de Portugal em preparação para a Copa do Mundo FIFA de 2014. O CT no Jd. Eulina passou por uma ampla reforma estrutural, do gramado à área interna da sede. O prédio do CT, que tinha cerca de 250 metros quadrados, mais que dobrou de tamanho. A área de academia de musculação – equipada com os melhores aparelhos, que a Macaca já possuía – foi mudada e ampliada, há dois vestiários com chuveiros, balneário com banheiras quente e fria, sala e banheiros exclusivos para a comissão técnica, sala de fisioterapia, departamento médico, jardim de inverno e área para reuniões. Todos os locais têm entrada independente, com saída direta para o campo.

### Unidade Paineiras
O associado da Unidade Jardim das Paineiras é privilegiado porque tem à sua disposição um dos melhores clubes sociais da cidade, localizado numa área nobre: o Jardim das Paineiras, próximo ao Shopping Iguatemi. A unidade ocupa uma área de 12 mil metros quadrados com parque aquático, salão social, saunas, american-bar, lanchonete, quiosques, playground, quadras de tênis, campos de futebol society, sala de ginástica, musculação e ginásio de esportes para 2 mil pessoas.
Outras Modalidades:
- Musculação
- Badmington
- Futebol Society
- Futsal
- Ginástica localizada
- Hidroginástica
- Judô
- Tênis

### Recanto da Macaca
Um local apropriado para treinamentos, como boa infraestrutura e facilidades e serviços que atendem às necessidades dos futuros talentos do futebol pontepretano. Assim é o Recanto da Macaca, localizado na cidade de Jaguariúna, a cerca de 15 minutos de Campinas, que sedia as categorias SUB15 e SUB17 da Base alvinegra.
No local, há alojamentos para cerca de 80 garotos, cozinha, refeitório, lavanderia, banheiros, salão de entretenimento, uma academia de musculação de 500 metros quadrados (que pode atender 50 atletas simultaneamente) e dois campos de treinamento, um deles profissional – de 105 metros por 68,5.
Além disso, parcerias com a administração municipal garantem a utilização de cinco campos de futebol da cidade, vagas na rede municipal escolar para os jogadores e a utilização do Estádio Municipal Alfredo Chiavegato para a realização dos jogos de campeonatos oficiais dos quais a base participa.

### Ônibus Oficial

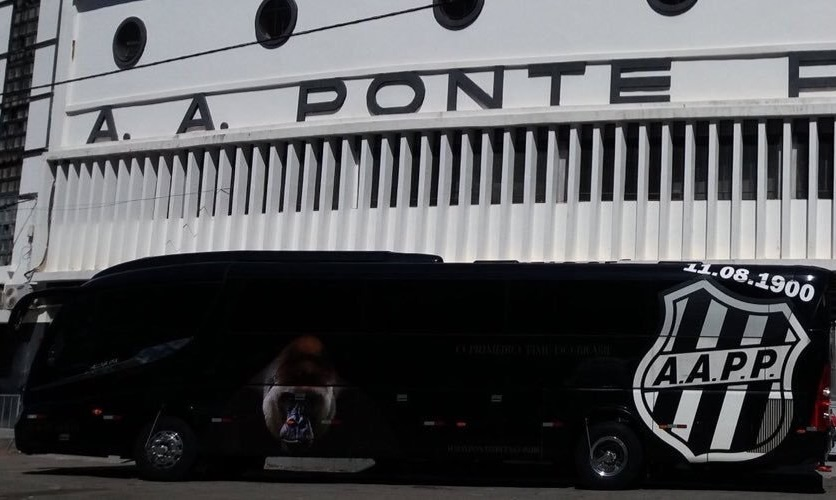
Ônibus oficial do clube.

O primeiro do modelo Euro5 utilizado para transporte rodoviário no país, o “Gorilão” teve sua versão definitiva produzida pela Irisar-Mercedes-Benz. A empresa é quem faz os veículos da Seleção Brasileira e de principais times da Europa (a empresa está presente em 90 países dos cinco continentes). O layout escolhido foi votado no site oficial do clube pelos sócio torcedores da Ponte e é um dos mais modernos do Brasil. Além de ser um dos mais modernos e seguros, possui enorme conforto para os jogadores, incluindo até mesmo uma mesa de jogos com quatro poltronas, bem como poltronas da frente com espaço diferenciado para atletas que venham a se contundir em uma partida, por exemplo. Além disso, o veículo tem geladeira, banheiros, ar condicionado, TV digital, espaço adequado para armazenamento de remédios e equipamentos de Departamento Médico, entre outros detalhes. Foi fabricado para o aniversário de 112 anos do clube e lançado poucos dias depois da data, estreado em uma partida contra o Palmeiras no Pacaembu.

### Memorial Ponte Preta

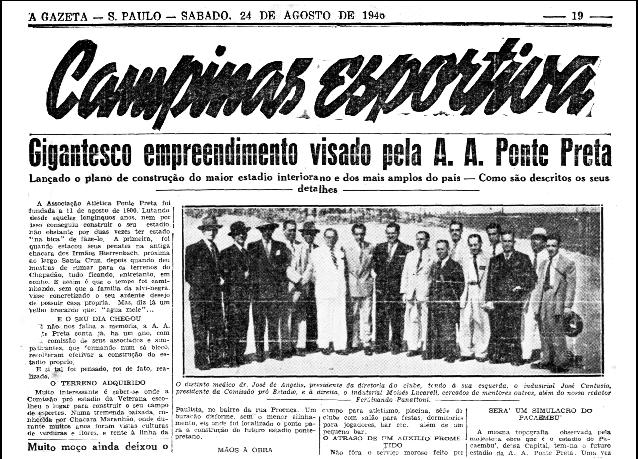
Um dos jornais da época falando sobre o projeto da construção do Estádio Moisés Lucarelli, que seria o 3° maior do país na época.

Em comemoração aos 110 anos de história do clube, no dia 9 de agosto de 2010, a Associação Atlética Ponte Preta inaugurou nas dependências do Estádio Moisés Lucarelli, o Memorial Ponte Preta. Com a presença de Sérgio Carnielli, atual presidente do clube, e do curador do Memorial, o historiador José Moraes do Santos Neto, a inauguração contou com a cobertura da imprensa campineira, que compareceu em peso, para prestigiar a iniciativa.
O Memorial passa a ser uma importante forma de resgatar a memória do clube campineiro, que até então não tinha um espaço reservado para receber contribuições de torcedores, como camisas, fotos e outros objetos do passado.
No memorial - composto por arquivo documental, acervo cultural e laboratório de memória audiovisual - podem ser encontradas como destaque as carteirinhas da década de 20, as figurinhas dos atletas da Ponte, que vinham em chiclete da época, o “carnê milionário” de 1975 e o troféu de campeão da divisão especial de 1969.
A principal novidade do acervo fica por conta dos arquivos em multimídia, que conta com entrevista de jogadores, filmes e fotos, que marcaram a história do clube, numa sala exclusiva para exibição. Ainda, para os torcedores mais fanáticos e sócios do clube, o Memorial traz documentos oficiais do clube, como atas de reuniões históricas e periódicos internos.

## A torcida

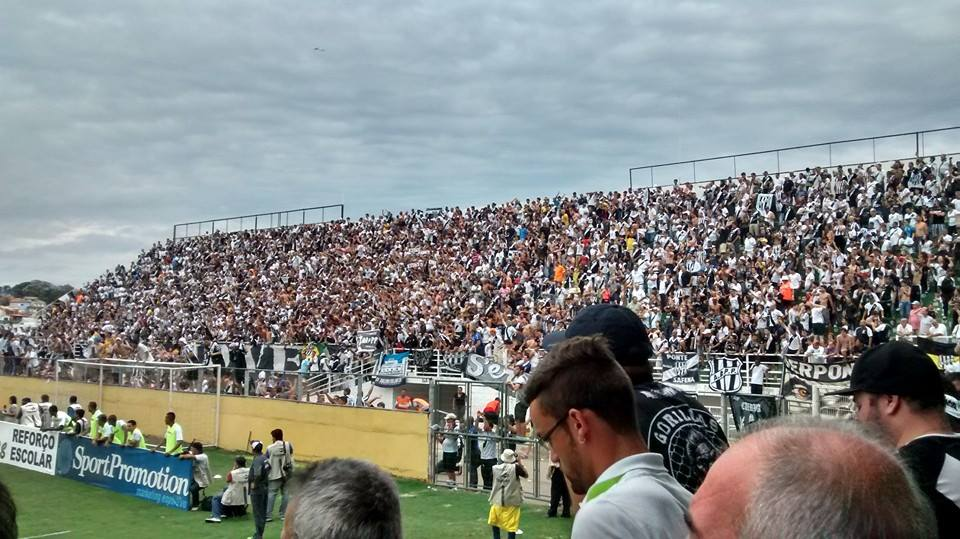
Torcida da Ponte em grande número na cidade de Bragança Paulista, em partida que garantiu o acesso a primeira divisão do Campeonato Brasileiro, no ano de 2014 após vitória por 2 a 0 contra o Bragantino.

A torcida da Ponte Preta é considerada a maior torcida do interior do Brasil, fato comprovado através de pesquisas, número de sócios torcedores, médias de público e redes sociais. É o único clube do interior do Brasil a levar cerca de 4 mil torcedores para a Argentina, fato ocorrido na final da Copa Sul-Americana de 2013.
| “ | Vivi os melhores momentos da minha vida aqui na Ponte Preta. Esta torcida é fantástica e nunca vou me esquecer dela. | ” |
|   | — Washington, ex jogador .                                                                                           |   |

| “ | Quem passou pela Ponte e conheceu sua imensa torcida nunca a esquece e tem um carinho especial pelo time pelo resto da vida. | ” |
|   | — Dadá Maravilha, ex jogador .                                                                                               |   |

Mesmo se tratando de uma instituição com menor investimento que as quatro maiores forças futebolísticas do Estado de São Paulo (Palmeiras,Corinthians, São Paulo e Santos), a torcida da Ponte é conhecida por valorizar e prestigiar o time da sua cidade, fato respeitado e admirado por torcedores de outros times.
O clube nasceu no bairro que lhe dá nome e que, na época, era morada de população operária, formada basicamente por chacareiros, artesãos e ferroviários. Começa aí a trajetória de um time de classes mais baixas, em sua maioria formado por operários e ferroviários.
Torcida esta que teve que superar preconceitos e sempre que acompanhava o time por estádios do interior, eram recebidos como "macacos" ou "arruaceiros". A própria torcida rival da cidade, usava o termo como forma pejorativa e, foi a partir daí que surgiu o apelido do clube.
Na década de 40 é feita uma gigante mobilização na cidade, liderada pelo patrono Moisés Lucarelli, esta torcida promove um feito histórico: constrói seu próprio estádio através de um mutirão e realiza o sonho que naquela época era quase utopia, uma obra grandiosa do que na época era o 3° maior estádio do Brasil, e recebeu o apelido de "Majestoso". Esse feito até hoje é lembrado pelos ponte-pretanos como maior motivo de orgulho, já que poucas torcidas do Mundo realizaram o mesmo feito.
| “ | "Com muito jogo feito aqui no Pacaembu, com times de São Paulo, a gente pode dizer que hoje o estadio vive um dos climas mais entusiasmados para um jogo de futebol. A torcida da Ponte Preta da um verdadeiro show (...) | ” |
|   | — Cléber Machado, jornalista e narrador esportivo, elogiando a torcida da Ponte durante a transmissão da final da Copa Sul-Americana em 2013 .                                                                            |   |

### Torcidas uniformizadas

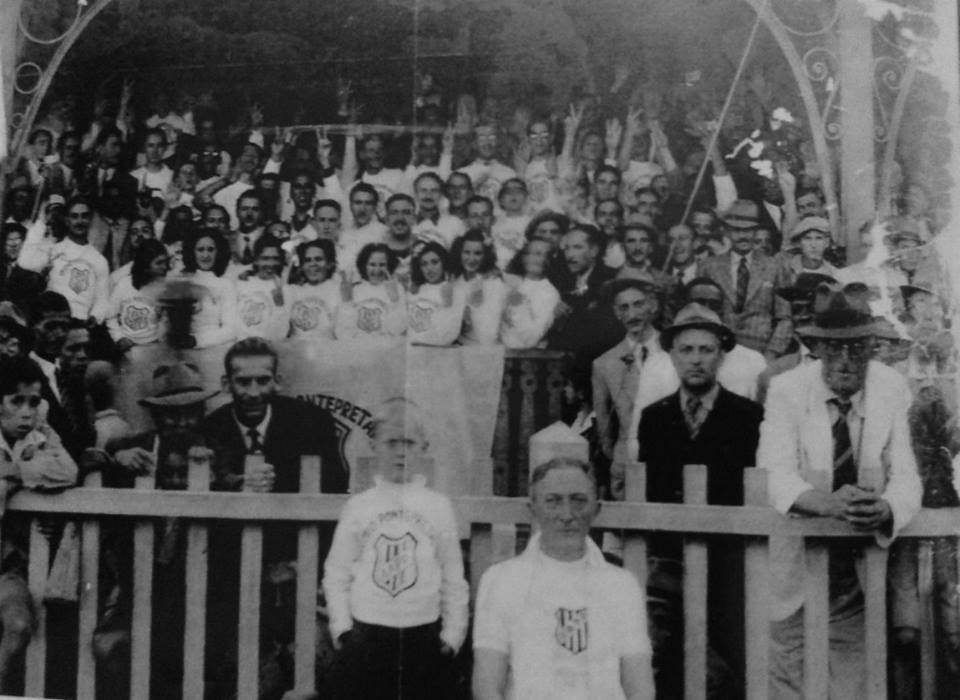
Grêmio Pontepretano, 1942.

Em 1 de outubro de 1942, tomava posse a diretoria do Grêmio Pontepretano, a primeira torcida uniformizada do interior e uma das primeiras do Brasil. Somente clubes da capital paulista já possuíam torcidas semelhantes.[carece de fontes?] Seu uniforme era uma camisa branca com o emblema da Ponte Preta bem no meio e a inscrição GRÊMIO PONTEPRETANO em forma de semicírculo, circundando a parte superior do emblema.
Nos anos 90, as maiores torcidas uniformizadas da Ponte eram a Serponte, Torcida Jovem, Ponterror e Ponte Safena, esta de nome curioso. Na época de ouro, da disputa dos 3 títulos paulistas (1977, 1979 e 1981), destacavam-se a Torcida Jovem, Ponterror e uma outra curiosa, denominada Urangus. Com a proibição das torcidas na metade da década de 90, visando diminuir a violências nos estádios brasileiros, muitas deixaram de atuar.
A Torcida Jovem, que já era a mais antiga, fundada em 1969, transformou-se na principal torcida organizada ponte-pretana e é considerada a maior torcida organizada do interior do Brasil. Quando as torcidas uniformizadas eram mais fortes (até os anos 90), sem o controle intenso e fiscalização, as principais torcidas da Ponte estavam reunidas na A.T.O.P. (Associação das Torcidas Organizadas da Ponte). Eram elas: Bafú da Macaca, Macacachaça, Ponterror, Ponte Safena, Torcida Jovem, T.U.Barão e Serponte.

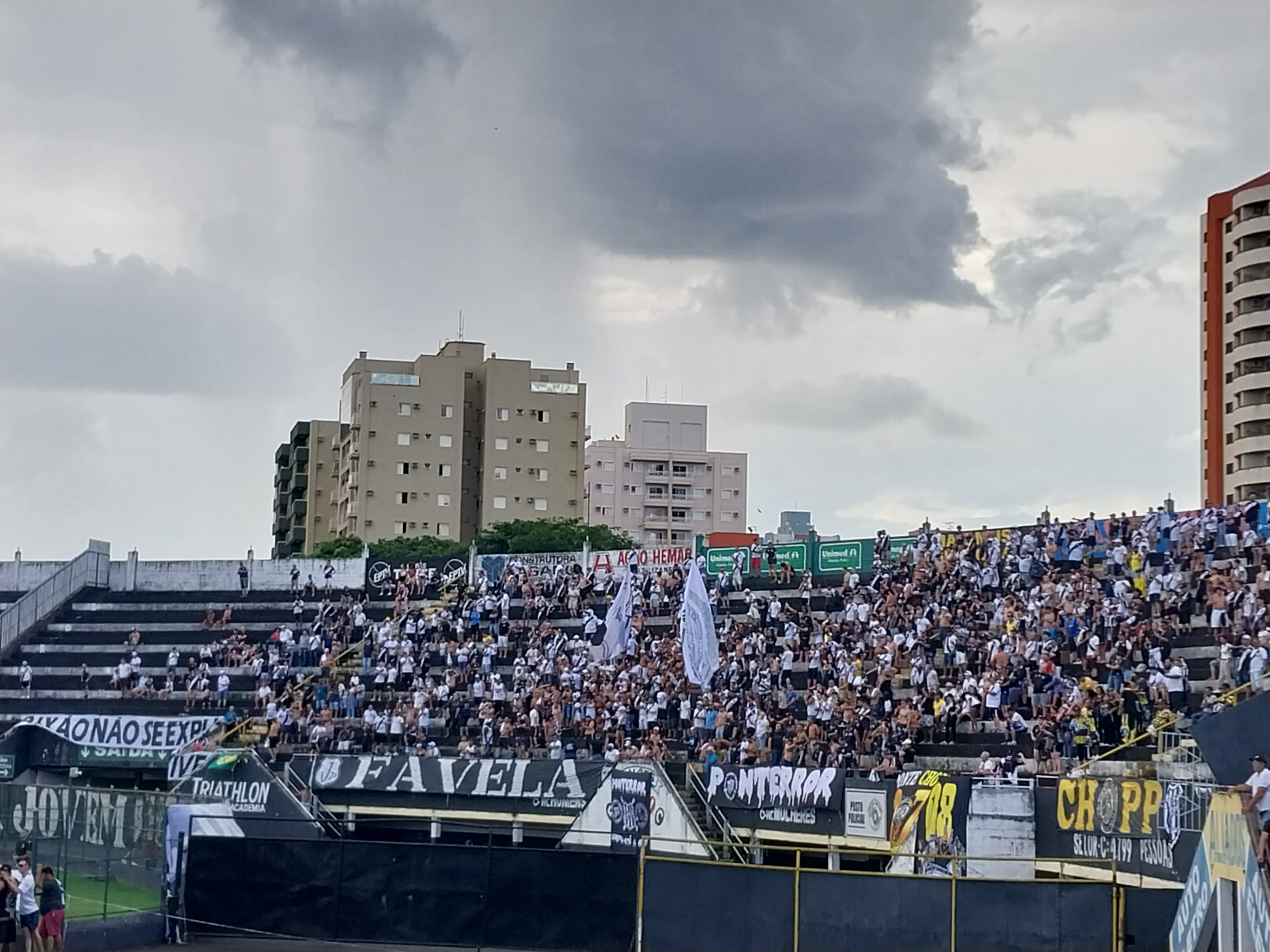
Torcidas da Ponte no estádio do Comercial, em Ribeirão Preto.

### Torcidas organizadas e uniformizadas em atividade
- Torcida Jovem "Amor Maior" – 1969[130]
- Torcida Uniformizada Serponte – 1981
- Torcida Ponterror – 1975
- Macacos do Alambrado – 2003
- Gorillas do Alambrado – 2011
- PonteChopp – 2014
- Ponte Safena
- Macacos do Buteco
- Macacos da Capital – 2014

### Maiores públicos como mandante
A Ponte Preta, jogando no Estádio Moisés Lucarelli e a final da Copa Sul-Americana de 2013 no Estádio do Pacaembu, tem pelo menos dezesseis públicos a partir de 25.000 espectadores, oito deles com mais de 30.000, considerando-se que nem todos os públicos presentes são conhecidos nos dias atuais.
Públicos presentes.
Em 3 de julho de 1977, 22.011 torcedores assistiram a partida Ponte Preta 3 a 4 Palmeiras, disputada no Brinco de Ouro por conta do Moisés Lucarelli se encontrar interditado, que não consta da relação abaixo por essa apontar apenas partidas no estádio pontepretano.
| Data                    | Placar                      | Público | Competição                   |
| ----------------------- | --------------------------- | ------- | ---------------------------- |
| 1 de fevereiro de 1978  | Ponte Preta 1–3 São Paulo   | 37.274  | Campeonato Paulista          |
| 16 de agosto de 1970    | Ponte Preta 0–1 Santos      | 33.500  | Campeonato Paulista          |
| 11 de dezembro de 1977  | Ponte Preta 0–0 Vasco       | 33.298  | Campeonato Brasileiro        |
| 3 de setembro de 1978   | Ponte Preta 2–2 Santos      | 33.221  | Campeonato Paulista          |
| 3 de setembro de 1979   | Ponte Preta 2–2 Santos      | 33.155  | Campeonato Paulista          |
| 17 de setembro de 1978  | Ponte Preta 2–0 Corinthians | 33.034  | Campeonato Paulista          |
| 27 de fevereiro de 1977 | Ponte Preta 3–1 Guarani     | 31.970  | Campeonato Paulista          |
| 27 de janeiro de 1980   | Ponte Preta 2–1 Guarani     | 30.174  | Campeonato Paulista          |
| 12 de outubro de 1980   | Ponte Preta 1–1 Corinthians | 29.931  | Campeonato Paulista          |
| 5 de agosto de 1979     | Ponte Preta 3–0 Corinthians | 29.126  | Campeonato Paulista          |
| 4 de dezembro de 2013   | Ponte Preta 1–1 Lanús       | 28.979  | Copa Sul-Americana           |
| 28 de março de 1979     | Ponte Preta 3–0 Palmeiras   | 26.685  | Campeonato Paulista          |
| 21 de setembro de 1977  | Ponte Preta 3–1 São Paulo   | 26.617  | Campeonato Paulista          |
| 14 de setembro de 1977  | Ponte Preta 3–1 Botafogo-SP | 26.223  | Campeonato Paulista          |
| 21 de novembro de 1999  | Ponte Preta 2–1 São Paulo   | 25.200  | Campeonato Brasileiro        |
| 18 de julho de 1999     | Ponte Preta 5–0 Mirassol    | 25.000  | Campeonato Paulista Série A2 |

### Maiores públicos contra tradicionais rivais
- Independente do mando de campo.
- Contra o Corinthians: Corinthians 1 x 2 Ponte Preta, 146.082, 9 de outubro de 1977, Morumbi (138.032 pagantes).
- Contra o São Paulo: São Paulo 2 x 1 Ponte Preta, 84.786, 9 de novembro de 1980, Morumbi (84.553 pagantes).
- Contra o Santos: Santos 1 x 1 Ponte Preta, 53.340, 19 de abril de 1979, Morumbi (51.312 pagantes).
- Contra o Palmeiras: Palmeiras 2 x 0 Ponte Preta, 46.646, 7 de outubro de 1978, Pacaembu (42.331 pagantes).
- Contra a Portuguesa: Portuguesa 0 x 0 Ponte Preta, 32.221, 17 de novembro de 1977, Pacaembu (29.660 pagantes).
- No Estádio Moisés Lucarelli: Ponte Preta 1 x 3 São Paulo, 37.274, 1 de fevereiro de 1978, (34.985 pagantes). Recorde de público do Moisés Lucarelli.
- No Estádio do Morumbi: Corinthians 1 x 2 Ponte Preta, 146.082, 9 de outubro de 1977 (138.032 pagantes). Recorde de público do Estado de São Paulo.
- No Estádio do Pacaembu: Corinthians 1 x 2 Ponte Preta, 77.602, 25 de agosto de 1977 (72.573 pagantes). Recorde de público do Pacaembu em jogos com borderô declarado.[141]

## Elenco atual
- Atualizado em 30 de novembro de 2024.[142]

## Categorias de base
A lista de craques que começou nas categorias de base da Ponte Preta e conquistou o mundo é grande. Grandes craques como Dicá, Carlos, Oscar, Polozzi, Juninho, Waldir Peres, entre outros foram formados pela Macaca. Além deles, jogadores de épocas mais recentes, como Luís Fabiano, Adrianinho e Aranha também tiverem passagens bem-sucedidas pela categoria de base da Ponte Preta. [carece de fontes?]

### Juniores
A categoria de Futebol Sub-20 é jogada por atletas de até 20 anos de idade. É a fase que precede sua ida para o time profissional ou o seu abandono do futebol.

## Principais confrontos
Retrospecto da Ponte Preta contra os principais clubes do Estado de São Paulo.
- O confronto contra o principal rival chamado Dérbi Campineiro possui 206 jogos, mas como 1 jogo não tem resultado comprovado este não foi incluído na tabela;
- Nas estatísticas do Dérbi Campineiro pela imprensa são contabilizados os jogos amistosos. Porém se levar em conta apenas os jogos oficiais a Ponte tem vantagem sobre o Guarani.
- No confronto contra o Corinthians foi disputada uma partida em 1912 sem resultado conhecido, também não consta na tabela;

Atualizado em 12 de outubro de 2023.

### Ranking da CBF
- Posição: 21ª
- Pontuação: 6.694 pontos[144]

Ranking criado pela Confederação Brasileira de Futebol para pontuar todos os clubes do Brasil.

(Atualizado em Fevereiro de 2020)

### Ranking Mundial IFFHS
- Posição: 125° (está entre os 10 melhores brasileiros colocados no Ranking)
- Pontuação: 118,0 pontos[146]

Ranking Mundial de Clubes IFFHS que leva em consideração os resultados de todos os clubes nos últimos 365 dias.

(Atualizado em Maio de 2014)

## Outras modalidades

### Corrida Ponte10k
Uma iniciativa da A.A Ponte Preta, apoiada por empresas parceiras com a intenção de reunir a população de Campinas e região que gostam e praticam o esporte, para levantar mais ainda o nome do clube, agregar valor aos patrocinadores que apoiam o evento, além de propiciar uma nova atividade saudável a vida de seus torcedores, já praticantes ou não das corridas e caminhadas.
Sua primeira edição aconteceu em 2012, sendo assim o primeiro e único clube de futebol em Campinas a realizar uma prova de corrida de rua. A largada é feita no Estádio Moisés Lucarelli e prova possui a modalidade feminina e masculina, possibilitando aos corredores escolher um percurso mais curto de 5k (5 quilômetros) ou o percurso principal da prova de 10k (10 quilômetros), passando próximo a Lagoa do Taquaral.
São distribuídos kits para todos os participantes, contendo uma camisa, um boné e um isotônico, além da medalha de participação para todos que completam o percurso. Além disso, são premiados com um troféu os 5 primeiros de cada modalidade (masculino 5k, feminino 5k, masculino 10k e feminino 10k). No ato da inscrição são dados descontos de 50% para idosos e torcedores com a mensalidade em dia no programa TC10+. A corrida até o ano de 2019 teve 7 edições, ocorrendo sempre na mesma semana em que a Ponte faz aniversário. Na sua edição no ano de 2014, reuniu mais de 1000 participantes e contou com apoio de 10 grandes patrocinadores e incentivadores do evento.

### Futebol Americano
O futebol americano foi introduzido na Ponte Preta no ano de 2018. O time chamado de Ponte Preta Gorillas teve grande destaque ja no primeiro ano, inclusive vencendo seu maior rival Guarani Indians no primeiro Dérbi disputado nesta modalidade pelo Campeonato Paulista de Flag Football com o placar de 2 a 0. Atualmente disputa a série diamante da São Paulo Footbal League (SPFL).
- Presidente: Marcos Rico
- Vice-Presidente: Wellington An

### Futebol de Amputados
Vice Campeão da Copa do Brasil, o time foi fundado no ano de 2017 e é a única equipe da modalidade "Futebol de Amputados" na região de Campinas. Atualmente o time disputa o Campeonato Paulista da modalidade, tendo Juninho como principal jogador convocado pela primeira vez em 2018 pela ABDDF (Associação Brasileira de Desporto para Deficientes Físicos) para integrar a Seleção Brasileira de Futebol de Amputados. O zagueiro Alexandre, outro jogador de destaque, em 2017 ja havia sido convocado também para defender a Seleção do Brasil.
O Futebol de Amputados é disputado em um campo (sintético ou grama natural) sendo a medida máxima 60m x 38m. Os atletas são distribuídos em duas equipes de 7 jogadores onde o goleiro obrigatoriamente é amputado de uma parte do braço e os jogadores de linha tem algum tipo de amputação na perna.

### G.R.E.S Ponte Preta
A Ponte e sua torcida também é representada no carnaval de Campinas. A escola Grêmio Recreativo Escola de Samba Ponte Preta Amor Maior foi fundada em 1999, ainda como bloco de rua e todos os anos participa do carnaval campineiro. Embora não seja muito tradicional os desfiles das escolas de samba na cidade, a escola Ponte Preta Amor Maior sempre tem levado bons públicos em seus desfiles, com maioria absoluta da torcida pontepretana e da Torcida Jovem Amor Maior, principal organizada do clube. Em 2014 a escola fez uma homenagem a Miguel do Carmo (o 1° negro do futebol brasileiro a jogar por um clube de futebol) com o enredo "A democracia racial nos trilhos da profissionalização do futebol campineiro".

## Publicações sobre a Ponte Preta

### Livros
- "Um Lugar Chamado Pambenil" (Moacir Valle Jr, 2019)
- "Torcida da Macaca: Um Romance de 117 Anos" (Rosângela Neves, 2018)
- "Mestre Dicá - Biografia e Documentário" (André Pécora e Stephan Campineiro, 2016)
- "História da Associação Atlética Ponte Preta" (Sérgio Rossi - 7 Volumes, 1994 a 2000)
- "O Basquete nos 100 anos de vida da A.A Ponte Preta" (Walter Bellenzani, 2001)
- "Sempre Ponte Preta" (José Moraes dos Santos Neto, 2006)
- "Ponte Preta: a Torcida que tem um time" (Stephan Campineiro e André Pécora, 2010)
- "110 anos & fatos" (José Moraes dos Santos Neto e Djota Carvalho, 2010)
- "O Início de uma Paixão: A Fundação e os Primeiros anos da Associação Atlética Ponte Preta" (José Moraes dos Santos Neto, 2000)
- "100 anos: luta, obstinação e vitória" (José Bertazzoli, 2000)

### Áudios
- "Hino - Glória Ponte Preta (1910)" (Diogo Teodoro Bratfisch)
- "Hynno de Guerra dos Cestobolistas da A.A. Ponte Preta (1930)"
- "Hino - Avante Ponte Preta (1971)" (Maria Aparecida Motta de Aguiar)
- "Hino - Raça de campeã" (Renato Silva)
- "No grito da galera é o gol" (Paulo D’Alamark, Marcos Vuko e Ednardo Nunes)
- "Nação pontepretana" (Cotinha e Júnior)
- "Cem anos de Ponte Preta" (Jorge Araújo)
- "Vou atras da Ponte Preta em qualquer canto do planeta" (Paulino Neves)
- "Ponte Preta" (Código do Morro)
- "Cem anos de amor" (Renato Silva)
- "Paixão e tradição" (Roberta Brandemburgo)
- "Ponte Preta 100 anos de emoção" (Tatiana Pessanha)
- "É o bicho!" (Nego Marx)

### Vídeos
- "Coração Pontepretano" (Márcio Furlan)
- "Ponte Preta 108 Anos: Paixão não se discute!" (Zeza Amaral)
- "Moisés Lucarelli, Um Sonho Majestoso" (Antônio H. Brazão, Bruno M., Gabriel C. e Henrique B.)
- "Associação Atlética Ponte Preta: Série A 2012" (PonTV)